# Home Riggs Popham
Home Riggs Popham (Gibraltar, 12 de octubre de 1762 – Cheltenham, 20 de septiembre de 1820) fue un almirante británico de ascendencia irlandesa, investigador, estratega, comerciante, diplomático y político, fue autor del sistema telegráfico de señales por banderas que adoptó la Armada Real Británica en 1803, prestó servicios durante la Guerra de Independencia de los Estados Unidos, las Guerras Revolucionarias Francesas y las Guerras Napoleónicas. Fue parlamentario desde 1804 hasta 1812, caballero comendador de la Orden del Baño desde 1815, caballero de la Orden de Malta desde 1799 y miembro de la Royal Society (FRS: Fellow of the Royal Society). Dominaba varios idiomas.

## Origen de la familia Popham

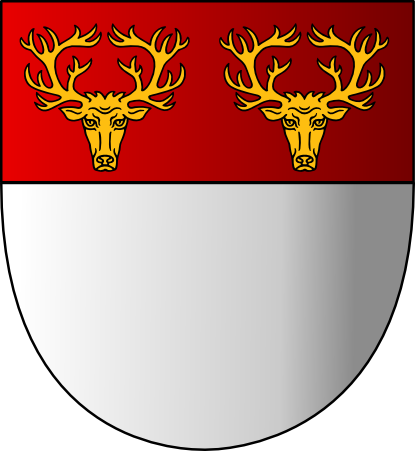
Escudo familiar

La familia de Popham era originaria de Bandon, en las cercanías de Cork, al Sur de Irlanda, en aquellos tiempos dominio del Reino de Gran Bretaña.
En varias publicaciones en español e inglés de la segunda mitad del siglo XIX Sir Home Popham figura como Sir «Howe» Popham.

## Su nacimiento
Nació el 12 de octubre de 1762 en Gibraltar, cuando su padre, Joseph Popham, ejercía como cónsul británico en Tetuán (Marruecos). Su padre estuvo casado varias veces y se dice que no tuvo menos de cuarenta y cuatro hijos. Su madre, Mary Riggs, murió tras darle a luz. Había sido su vigésimo primer vástago.
Existe cierta controversia respecto a su lugar de nacimiento. Las fuentes ofrecen como lugares posibles Gibraltar, Tetuán e Irlanda pero ninguna hace referencia a un documento legal.
Durante 1806 Popham obtuvo destacados logros militares, como la captura de la colonia holandesa del cabo de Buena Esperanza y la ciudad colonial española de Buenos Aires. Antes de que esta última fuese reconquistada por sus habitantes, lo cual le costó un juicio, ingresó en los anales de la historia naval británica en la publicación anual The British Trident, donde se ofrece una biografía suya para conocimiento del público. En dicha publicación se nombra a Tetuán como su lugar de nacimiento, ciudad portuaria de Marruecos donde su padre ejercía de cónsul británico.

Sir Home was born in 1762, at Tetuan, on the coast of Morocco, at which port his father was consul. His mother died in child-birth of him.

En 1822 se publica en Londres The Annual Biography and Obituary for the Year 1822, en cuyo sexto volumen se dedican veinte páginas a la biografía del difunto en 1820 Home Riggs Popham. En las mismas se cita el origen irlandés de la familia y Gibraltar como su lugar de nacimiento, haciendo la observación de que su padre en esos días prestaba sus servicios en Marruecos, siendo la colonia inglesa un puerto de paso entre el lugar de origen y el destino del cónsul. Esta fuente no se menciona en ninguna de las bibliografías de años posteriores que se recogen en la sección correspondiente de este artículo.

Home Popham was born at Gibraltar, during his father's Consulship at Tetuan, in Morocco, on the 12th of October, 1762. His family originally came from Bandon, near Cork.

Y lo reafirma en 1827 The naval gazetteer, biographer, and chronologist:

POPHAM, Read-adm. Sir Home R., was born in Gibraltar in 1762,[...].

En tiempos tempranos a su muerte comienza a ser visto en otras obras la omisión de su lugar de nacimiento como es el caso de la obra de 1833 The Gegrorian Era: Memories.

This officer, the twenty-first child, by the same mother, of a British consul at Tetuan, in Morocco, whose family, by different wives, amounted to fortyfour, was born at that place, on the 12th or October, 1762.

En 1897 Charles William Wason publica el Annual Register, donde realiza la salvedad de aclarar que es errónea la afirmación de que Popham era nacido en Irlanda.

POPHAM, KCB This gallant naval commander is generally stated to have been a native of Ireland; this however is incorrect.

El periódico The Gentleman's Magazine, en una edición de 1907, se refiere a Popham como nacido en Irlanda, sin especificar región o ciudad alguna.

This distinguished officer was born in Ireland about the year 1762.

En el mismo año de 1907 se publica el Historical and descriptive catalogue of the pictures, que habla sobre el cuadro realizado por Mather Brown sobre la persona del almirante, del cual refiere que nació en Tentuán.

SIR HOME RIGGS POPHAM, KB 1762-1820. Painted by Mather Brown. Admiral. Born at Tetuan.

## Su educación
Recibió su educación en Westminster, y por su extraordinaria precocidad ingresó a la temprana edad de 13 años (1776?) a la Universidad de Cambridge, donde estuvo solamente un año, hasta 1778, cuando decide ingresar a la Armada Real Británica.

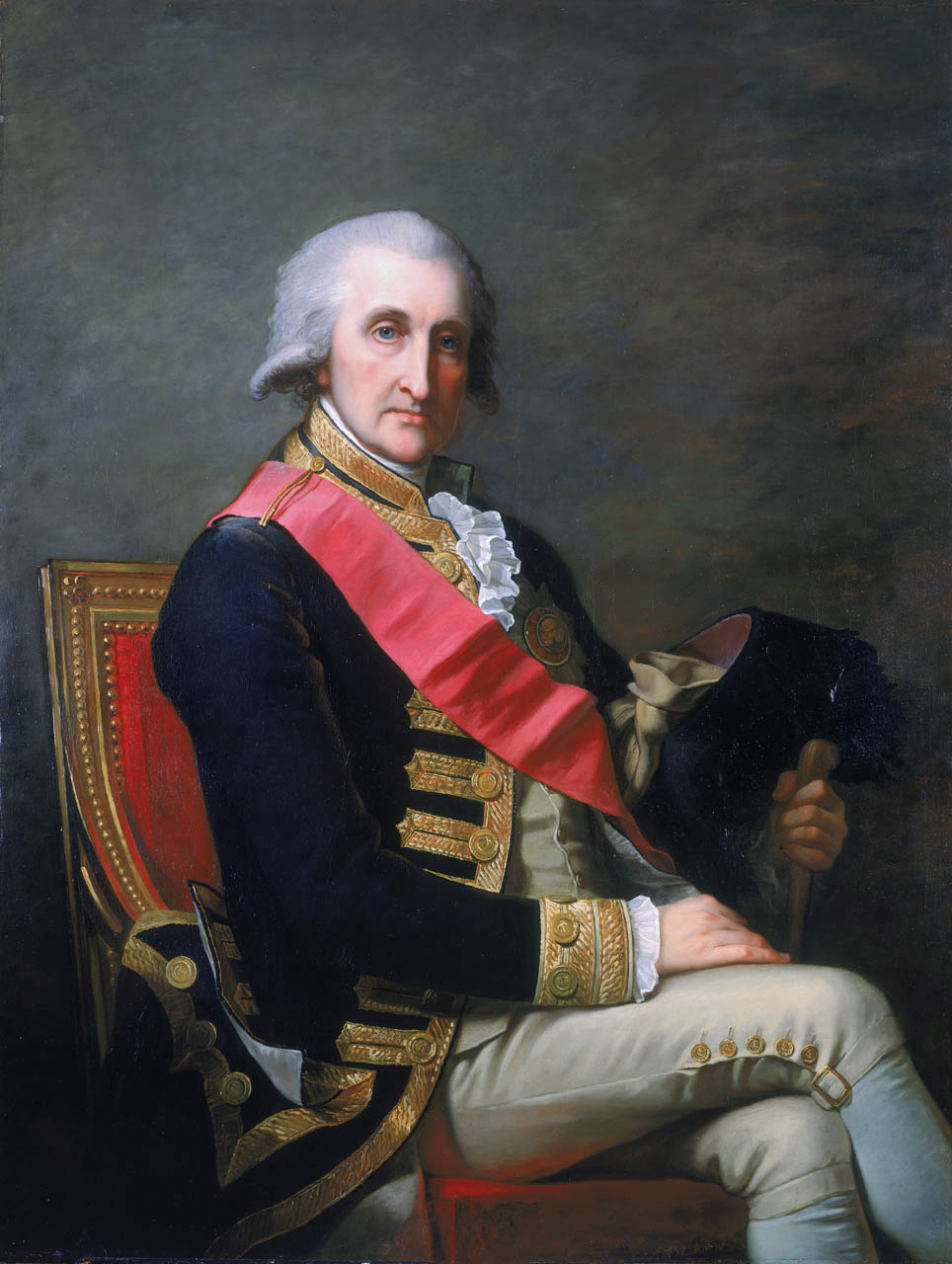
Almirante George Brydges Rodney, 1st Baron Rodney, por Jean-Laurent Mosnier, pintado en 1791.

## Su comienzo como guardiamarina (1778–83)

Bandera insignia de la Marina Real Británica

En 1778, con 14 años de edad, se alista en al Marina Real Británica, durante la Guerra de Independencia Norteamericana que había comenzado en 1775.
La fragata HMS Hyaena (Hyæna), de 6.º rango, y equipada con 24 cañones (y 10 carronadas de 12 libras) con 232 toneladas, es el primer navío al que es asignado, el cual fue botado en Liverpool el 2 de marzo de 1778, al mando del comodoro William Edward Thompson, quien fue un tutor para Popham.

### Antecedente de la creación del sistema de señales numéricas con banderas
Durante el período en que el capitán William Thompson fue comodoro en las costas de Guinea, el guardiamarina Popham confecciona un sistema de señales, que fuera la base del que en 1803 desarrollara e implementara en la Marina Real Británica, empleado por el almirante Nelson en la Batalla de Trafalgar (ver Sistema de señales navales con banderas).

### Acciones de laHMS Hyaenadurante la Guerra de Independencia estadounidense

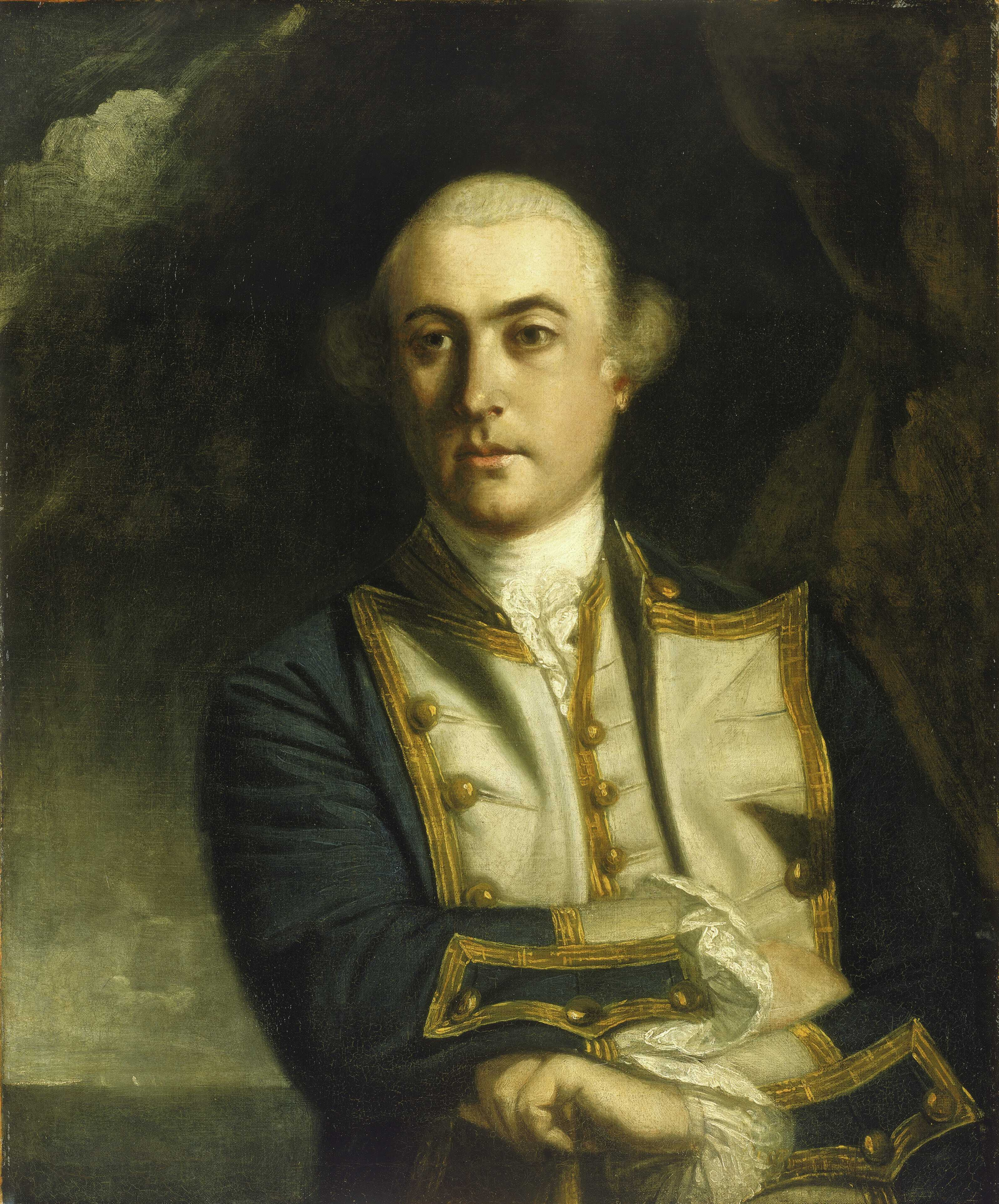
John Byron, por Joshua Reynolds.

El 6 de julio de 1779, la HMS Hyaena tiene su primer combate a las afueras de Granada contra la flota francesa de Jean Baptiste Charles Henri Hector, Comte d'Estaing, superior numéricamente a la británica del vicealmirante el honorable John Byron.

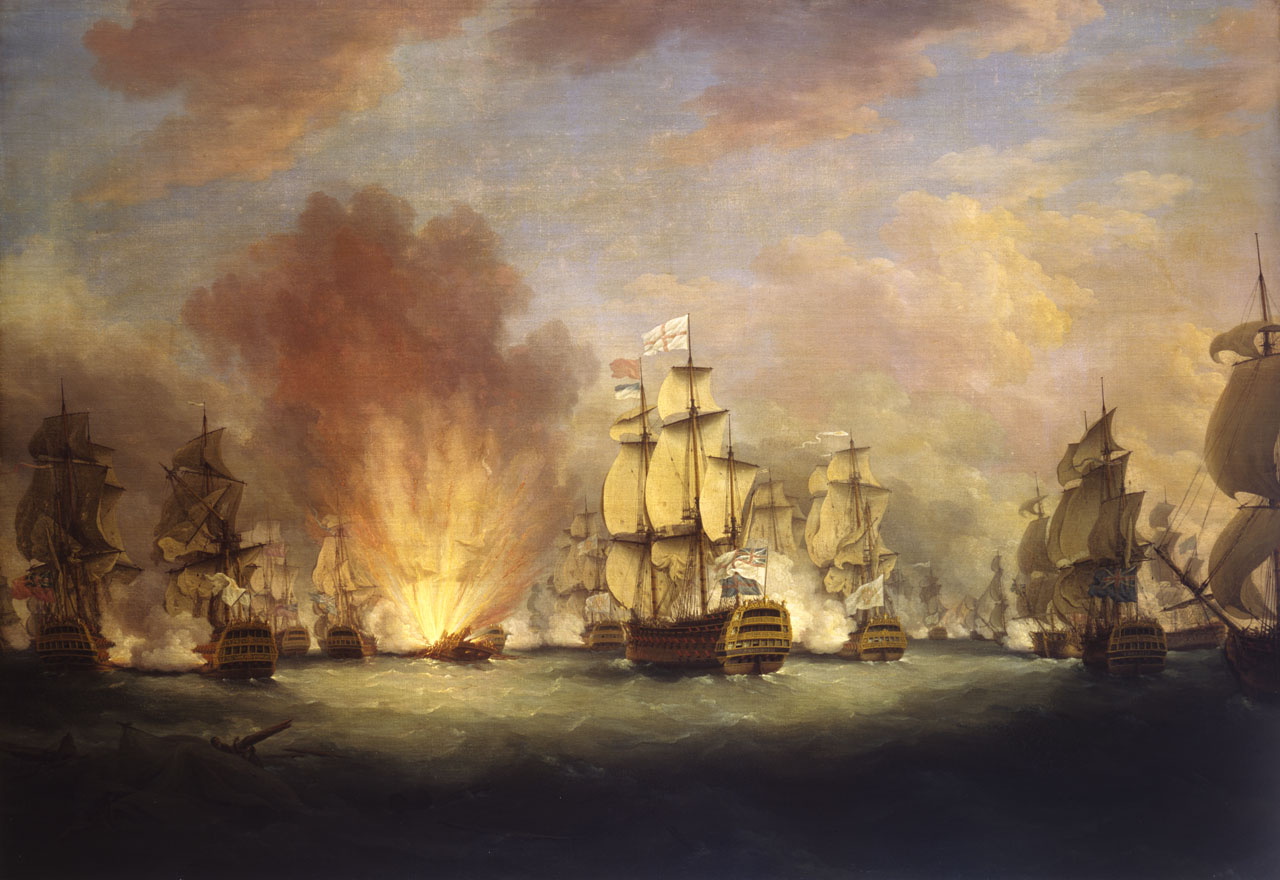
The Moonlight Battle, por Richard Paton (1717-1791).

El 16 de enero de 1780 la HMS Hyaena participa en la batalla a las afueras del Cabo San Vicente (The Moonlight Battle), donde el almirante George Brydges Rodney se impone a la flota española comandada por Juan de Lángara y Huarte.
El 13 de abril de 1780 la HMS Hyaena arriba a medianoche a Gibraltar, tras haber logrado escapar del fuego de tres baterías, tres chebecs de veintiocho cañones cada una y una fragata de veinticinco, y a finales de ese año estaba en Charleston y en 1781 en Guinea.
El 13 de junio de 1782 participa, a bordo de la HMS Hyaena, de la victoria sobre la escuadra de Lángara y Huarte.
Sirvió bajo el mando del almirante George Rodney hasta la finalización de la Guerra de Independencia estadounidense, con la firma del Tratado de París en septiembre de 1783.

## Teniente de navío (1783-87)

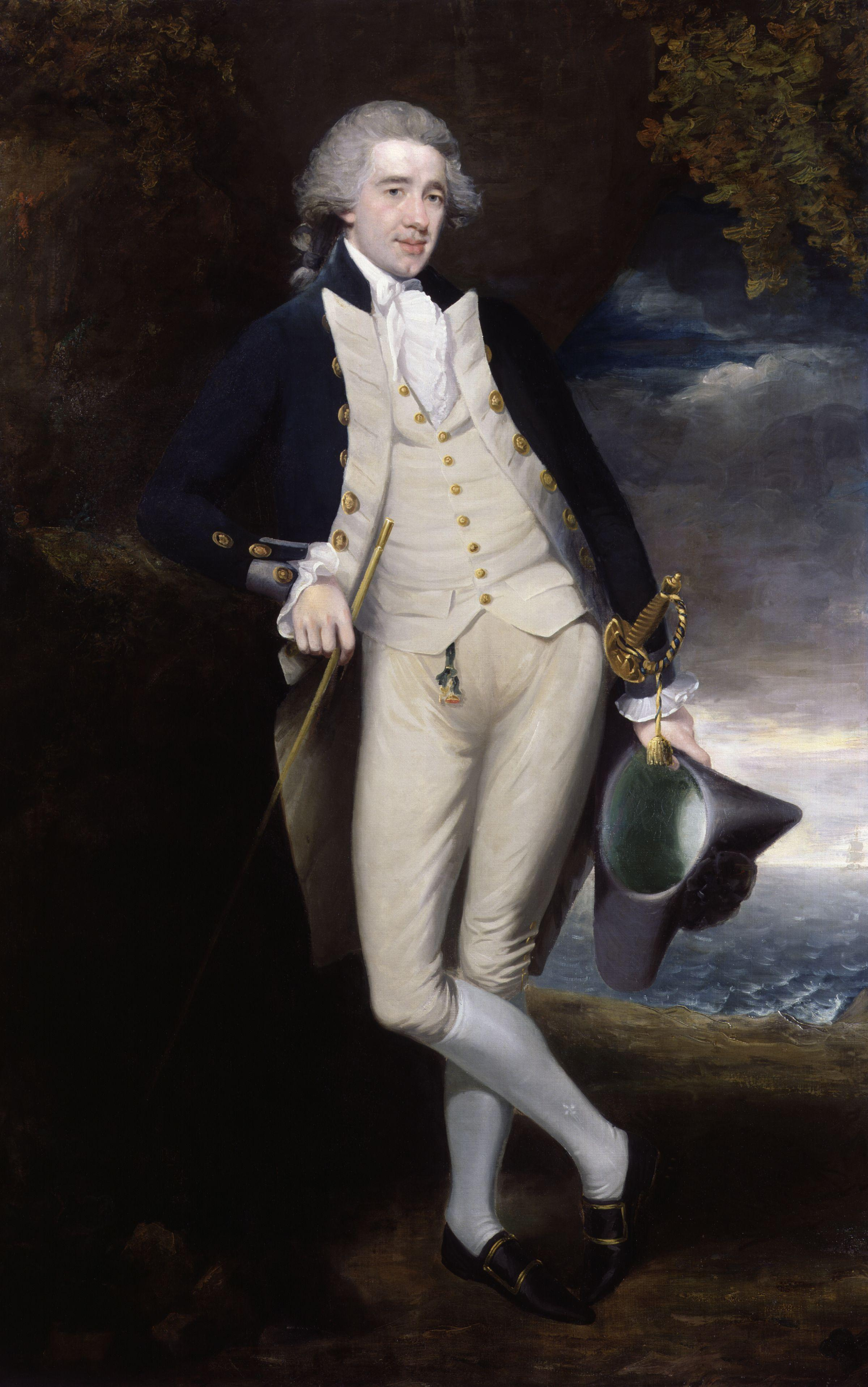
Sir Home Popham por un artista anónimo. Londres, 1783.

En 1783, con 21 años, es promovido al grado de Teniente. El 17 de enero de ese mismo año regresa a Inglaterra.
Es comisionado a relevar mapas de las costas de África y del estrecho de Malaca embarcado en el HMS Grampus, barco de línea, al mando de Thompson, quien fallece durante su comandancia.
El ascenso que obtuvo a finales de la guerra americana lo encontró pronto en el período de paz por lo cual las dotaciones eran reducidas y se quedó sin empleo (1787), pasando al régimen de media paga (half-pay). Pronto, su atención comenzó a dirigirse a las Indias Orientales, donde el mayor de sus hermanos se había destacado.

## Primera visita a la India
Tras la Guerra de Independencia estadounidense es invitado por su tío, el general Popham a visitar la India.
La familia Popham estuvo estrechamente relacionada al comercio con esta región, así lo demuestra el abogado Stephen Popham (probablemente el padre de Home Popham), que estuvo en Madrás a partir de 1778 hasta 1795, quien era particularmente entusiasta con el mejoramiento del saneamiento de la ciudad. Stephen Popham estaba en la calle comercial principal de Madrás, la que todavía se conoce como Popham's Broadway.

## Actividad mercante (1787-¿1793?)

Bandera de la British East India Company

En 1787 se dirige a Ostend, donde se procura un navío, El Etrusco, de bandera de la Imperial Ostend Company. Entre 1787 y 1793 realiza viajes en el mar del este para la Imperial Ostend Company. Durante este tiempo prestó servicios a la British East India Company, que fueron reconocidos oficialmente.
En 1793, sin embargo, su nave es apresada por considerarse que llevaba contrabando y porque infringía el monopolio de la British East India Company. Este incidente le fue penalizado en £70.000. Se genera un litigio por esta causa y queda enredado en el mismo. En 1805 recibe la cifra de £25.000 de compensación. El caso fue duro porque navegaba con conocimiento de las autoridades en la India.
Es probable que durante este período de actividad mercante conociese al comerciante y negrero norteamericano William White, con el cual adquirió una deuda de 20.000 o 90.000 pesos, según distintas fuentes. Durante 1806 Popham invade el Virreinato del Río de la Plata, donde desde 1802 residía William White, quien sería uno de los principales colaboracionistas de las fuerzas de invasión.

### Casamiento (1788)
En 1788, en Calcuta (India), Home Popham se casa con Elizabeth Moffat, la mayor de las hijas del capitán Prince de la East Indian Company Service (EICS).

### La isla Príncipe de Gales (1791)
En 1791, como capitán en un viaje entre Bengala y Bombay, se vio obligado por una tempestad del monzón a desviar por el estrecho de Malaca y anclar en Pulo Pinang (la Isla Príncipe de Gales), donde descubre un pasaje. Sobre este descubrimiento y el aprovechamiento del mismo realiza una publicación en 1799 y otra en 1805 (ver publicaciones de Popham).

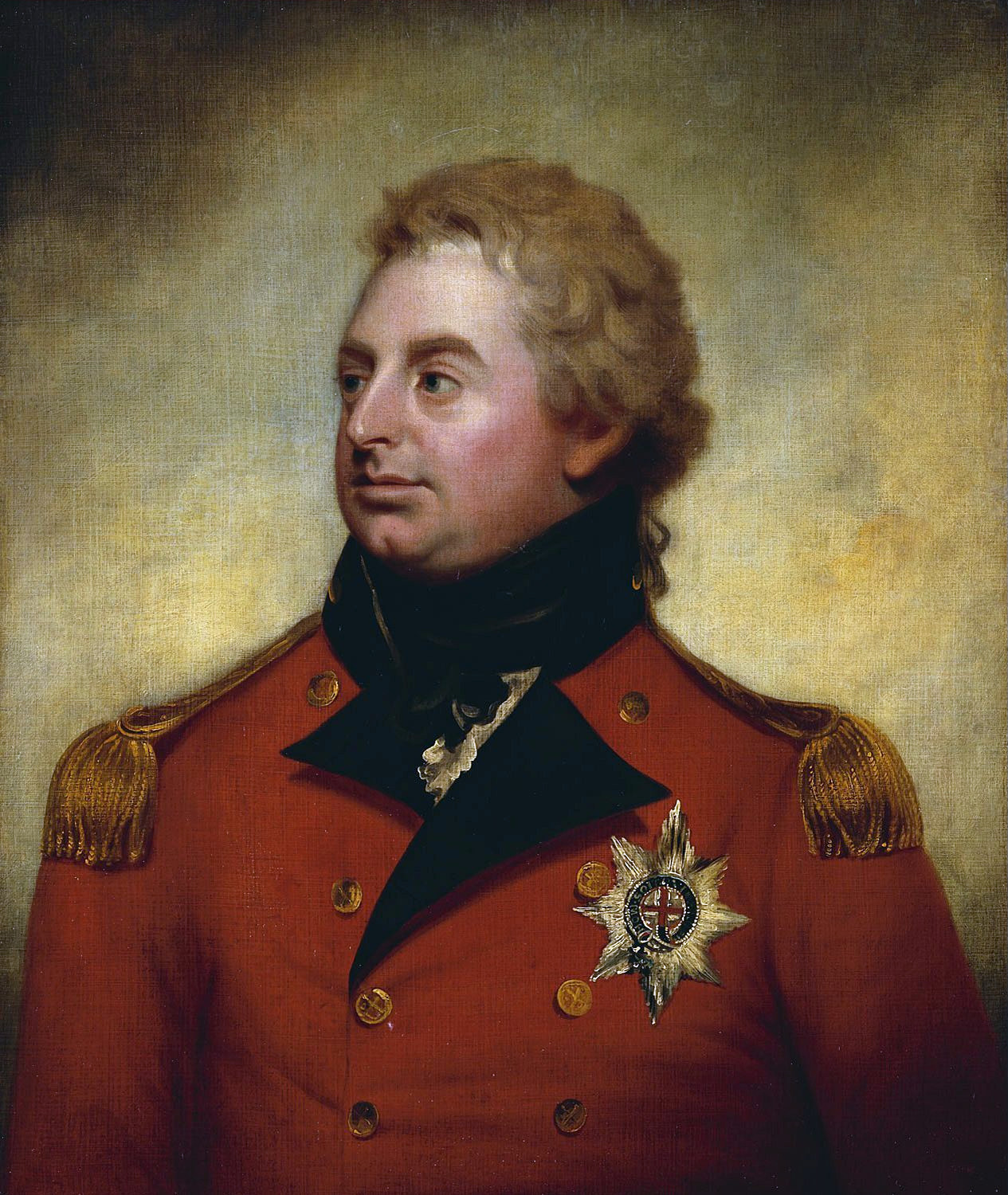
Príncipe Federico, Duque de York y Albania.

## Guerras Revolucionarias Francesas - Primera Coalición (1792-97)
La Revolución francesa lleva la guerra a Holanda, donde Inglaterra se presta a detener el avance de los revolucionarios sobres las coronas europeas.
En 1794 el Príncipe Federico, Duque York y Albania y comandante del Ejército establece su campamento en Arnhem.

### Regreso a la carrera militar y prestación de servicios en el ejército (1793)
El Príncipe Federico lo recomienda para prestar servicios en tierra, donde ejerce como superintendente de canales (superintendent of Inland Navigation) en Flandes. En 1794 es promovido a Comandante.

## Capitán de navío (1795-1803)
Obtiene su ascenso en 1795 a capitán de navío, mientras se desarrollan las Guerras Revolucionarias Francesas (1792 – 1802). Gran Bretaña aliada con Austria, pretende eliminar el poderío naval Francés, mientras su aliada desea eliminar la influencia de esa nación en los Países Bajos.

### Misión en los Países Bajos (1798)
El 14 de mayo de 1798, o el 19 de mayo según otra fuente, el general Eyre Coote y el capitán Popham comandan la escuadrilla, de la que formaba parte el HMS Acute, que debe cumplir con el plan del gabinete británico de destruir las compuertas y esclusas del canal de Brujas, que según la inteligencia, sería por donde el enemigo enviaría botes armados y transportes a Dunkerque y Ostende.
Con una fuerza 1400 hombres, se logra la destrucción de las compuertas evitando el traslado de las barcazas para una supuesta invasión. Por el estado del mar las tropas no pudieron reembarcar esa misma noche.

### Logística contra las fuerzas napoleónicas en Egipto (1798)
En 1798 transportó las tropas de la India que se emplearon para la expulsión de los franceses de Egipto.

### Guerra con Holanda (1799)

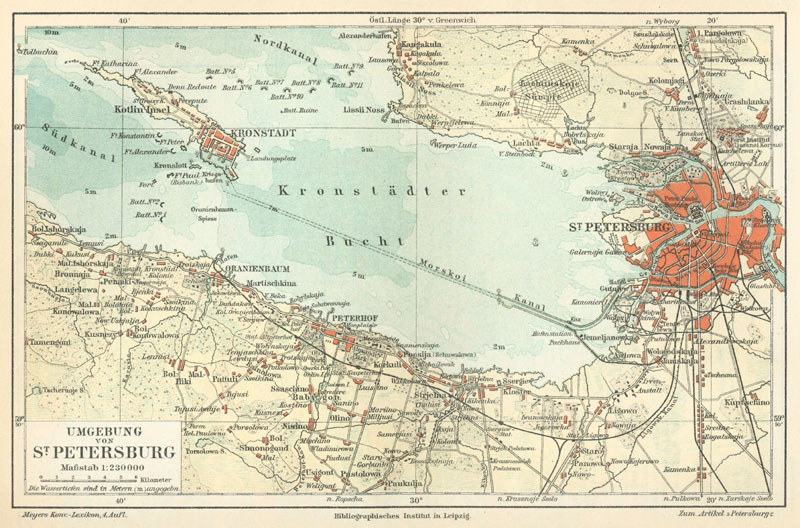
Mapa de 1888 de la bahía de Kronstadt

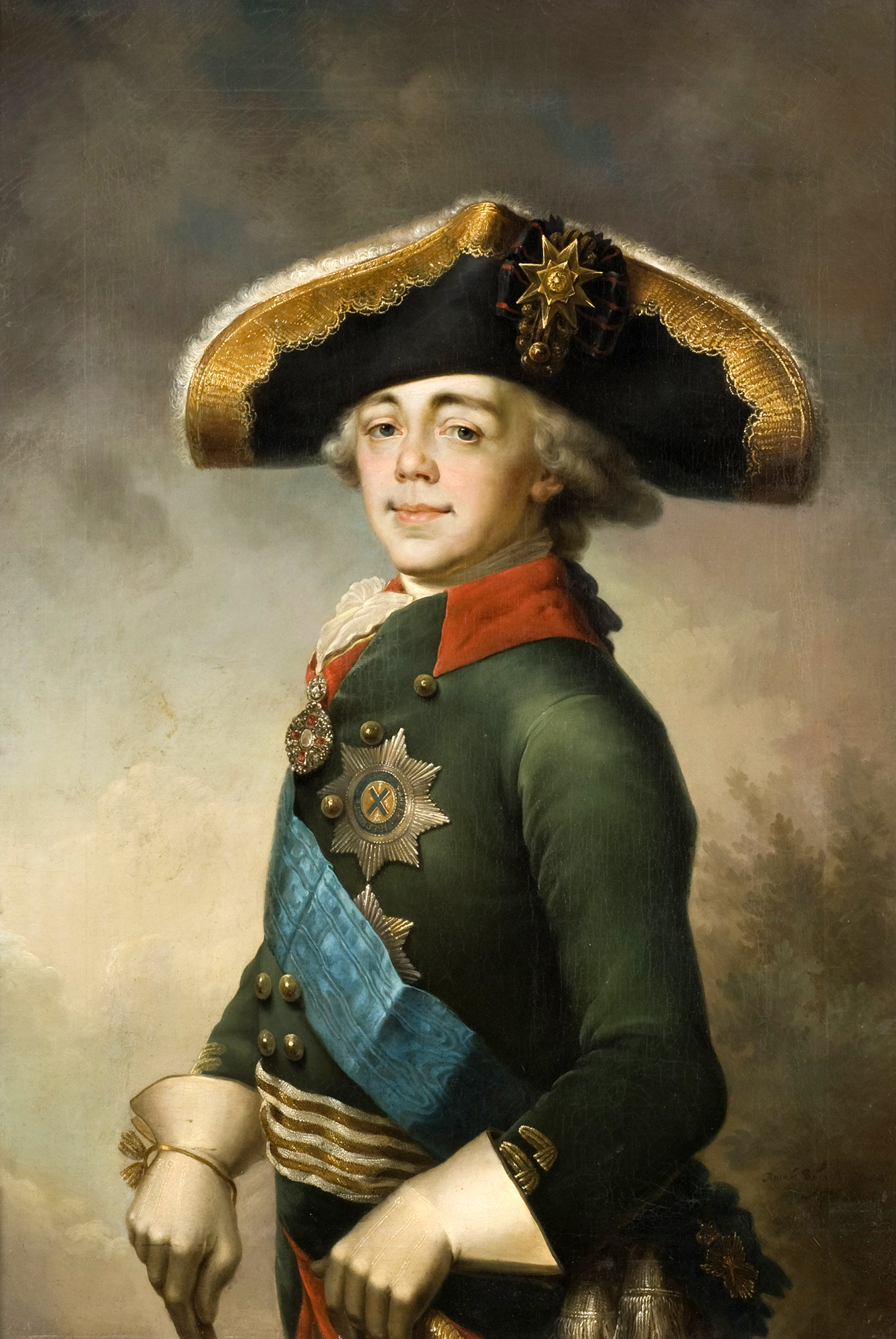
Pablo I de Rusia

En 1799 es enviado a Kronstadt, San Petersburgo, a supervisar el embarque de algunas tropas rusas destinadas a apoyar el ataque a Holanda. Es transportado desde el Nilo a San Petersburgo, de donde es llevado a las cercanías del Palacio de Peterhof, visitado en su navío por Pablo I de Rusia quien lo nombra caballero de la Orden de Malta, de la cual el zar se hizo proclamar gran maestre en 1797 y le proporciona una pensión vitalicia. Este reconocimiento fue confirmado por su Majestad Británica y reconocido formalmente en la corte de St. James.
Es asignado para la coordinación de las fuerzas navales con el ejército tanto Británico como de sus aliados de Inglaterra.
Entre los oficiales que son asignados a Popham en 1799 se encuentra el teniente Willian Henry Daniel, quien llegaría a contralmirante

#### Las consecuencias de su nombramiento como Caballero de Malta

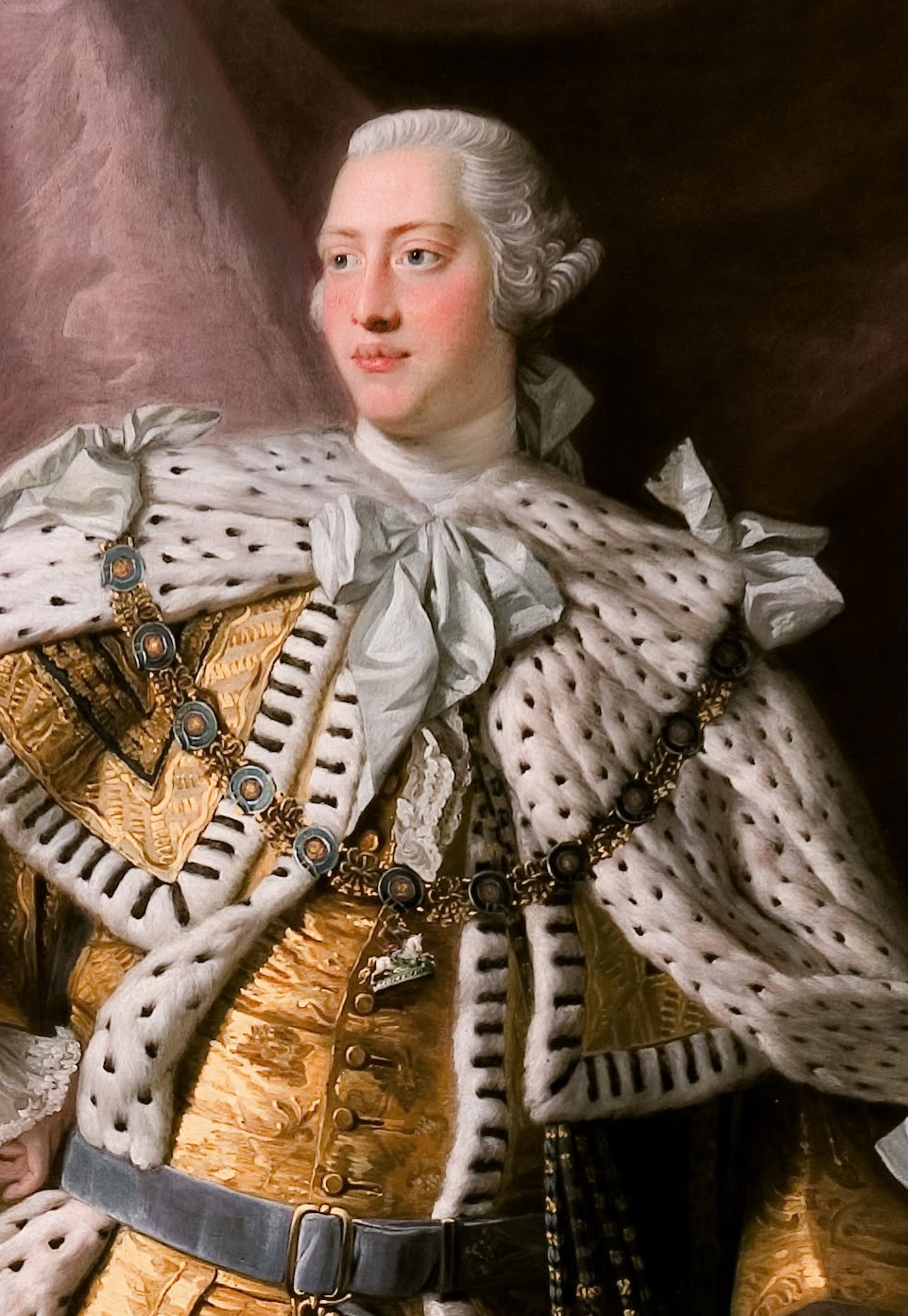
Jorge III, Rey del Reino Unido de Gran Bretaña e Irlanda. Retrato por Allan Ramsay realizado hacia 1762

El nombramiento de Popham como caballero de la Orden de Malta en 1799 por parte de Pablo I de Rusia no fue bien recibido por Jorge III y dio lugar a un debate sobre la verdadera causa de la distinción, llegándose a hablar de la connivencia de intereses del zar y Popham. En 1808, o 1809 según la fuente, y a consecuencia de esta mención, fue dictada una orden por la cual ningún súbdito británico podía recibir una distinción extranjera sin previa autorización y sin que se hubieran comprobado sus méritos para recibir tal honor.

### Comendador de la Orden de Malta (1799)
El 20 de septiembre de 1799 Popham es por su méritos promovido a comendador de la Orden de Malta.

### Comandancia de la HMS Romney y misceláneas (1800)
En 1800 le es asignada la comandancia de la HMS Romney de 50 cañones, que había sido botada en el mismo año de su nacimiento 1762.

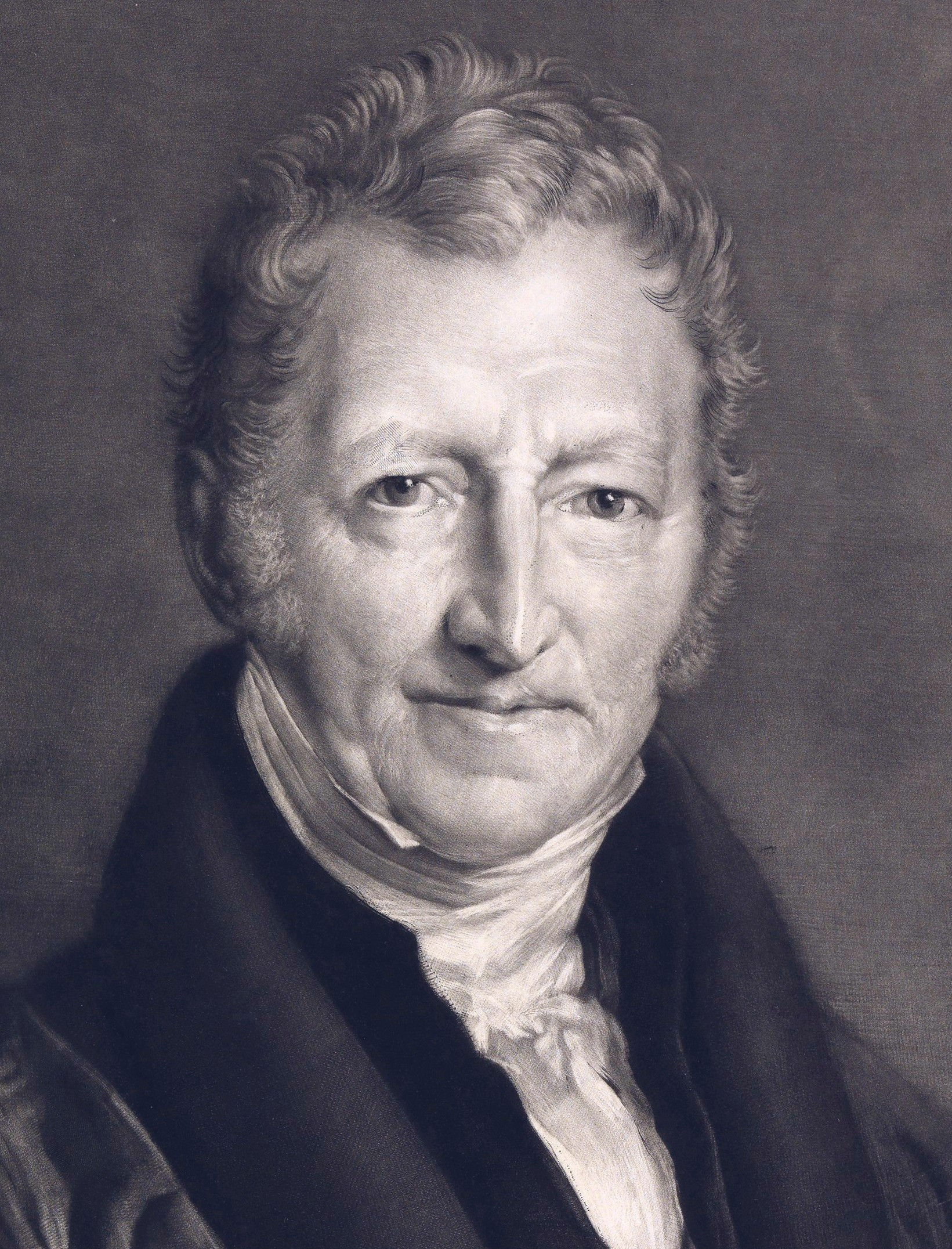
Thomas Robert Malthus

 En ese mismo año el economista y demógrafo británico Thomas Malthus escribe el 12 de marzo desde Petersburgo al profesor de mineralogía Edward Daniel Clarke, por intermedio del Capitán Popham.
En 1800 la escuadra del vicealmirante Dickson, realizará una demostración de poder contra los daneses. Popham al mando de la Romney realiza la inteligencia, entre el 9 y el 16 de agosto aproximadamente, identificando tres navíos de 74 cañones anclados en el Castillo de Cronberg.

### Expedición al mar Rojo (1801) y embajador en los Estados Árabes
En 1801 en la Expedición al mar Rojo (o golfo Árabe) es designado Jefe Naval. En la expedición se encontraban David Baird, William Carr Beresford y Samuel Auchmuty.
En esta expedición demostró su capacidad para la coordinación de la fuerza naval con el ejército. Realiza un relevamiento actualizado de la cartografía de la zona, que fue publicado por W. Faden el 13 de julio de 1804.

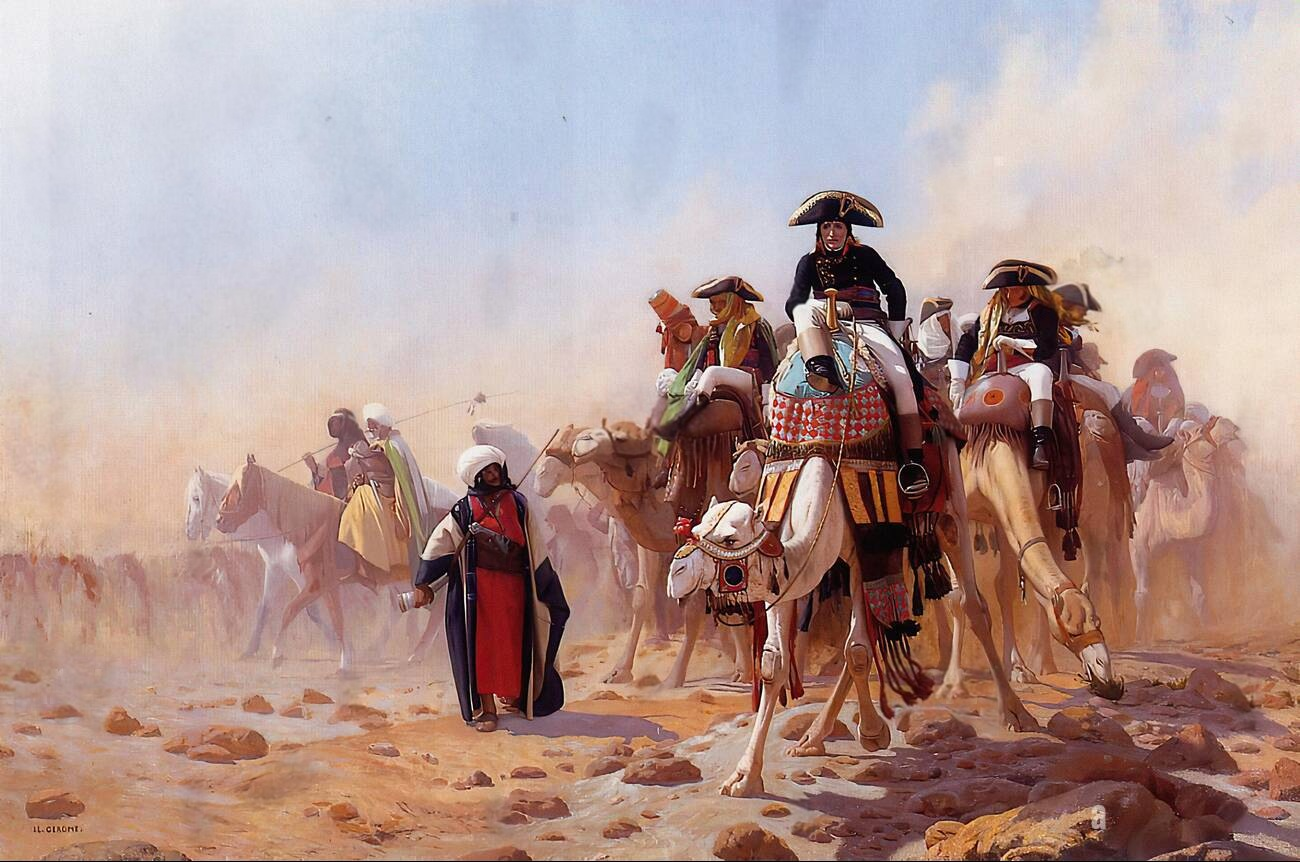
Napoleón y su plana de generales en Egipto. Obra de Jean-Léon Gérôme (1867).

La logística de las tropas británicas fue decisiva para lograr la expulsión de las fuerzas francesas que ocupaban Egipto, aisladas por el bloqueo naval británico, que había dejado el General Napoleón, quien regresó a Francia el 22 de agosto de 1799 eludiendo el bloqueo.
Consecuentemente por la expedición ejerció el cargo de embajador en los Estados Árabes.
El teniente James Raymond Wellsted en su obra Travels in Arabia (1834) señala que la labor de Popham entre 1800 y 1801 en Mar Rojo (o Golfo Árabe) hace navegable la zona gracias a la cantidad de puntos de referencia (islas, pueblos y accidentes geográficos) por este relevados “con considerable precisión”.
El British War Medals and Other Decorations de 1866, señala la asignación de un reconocimiento (medalla) el 9 de marzo de 1801 a Sir Home Riggs Popham al mando de la Romney por sus servicios en las costas de Egipto.

### Comisión evaluadora del proyecto de submarino de Fulton (1802)

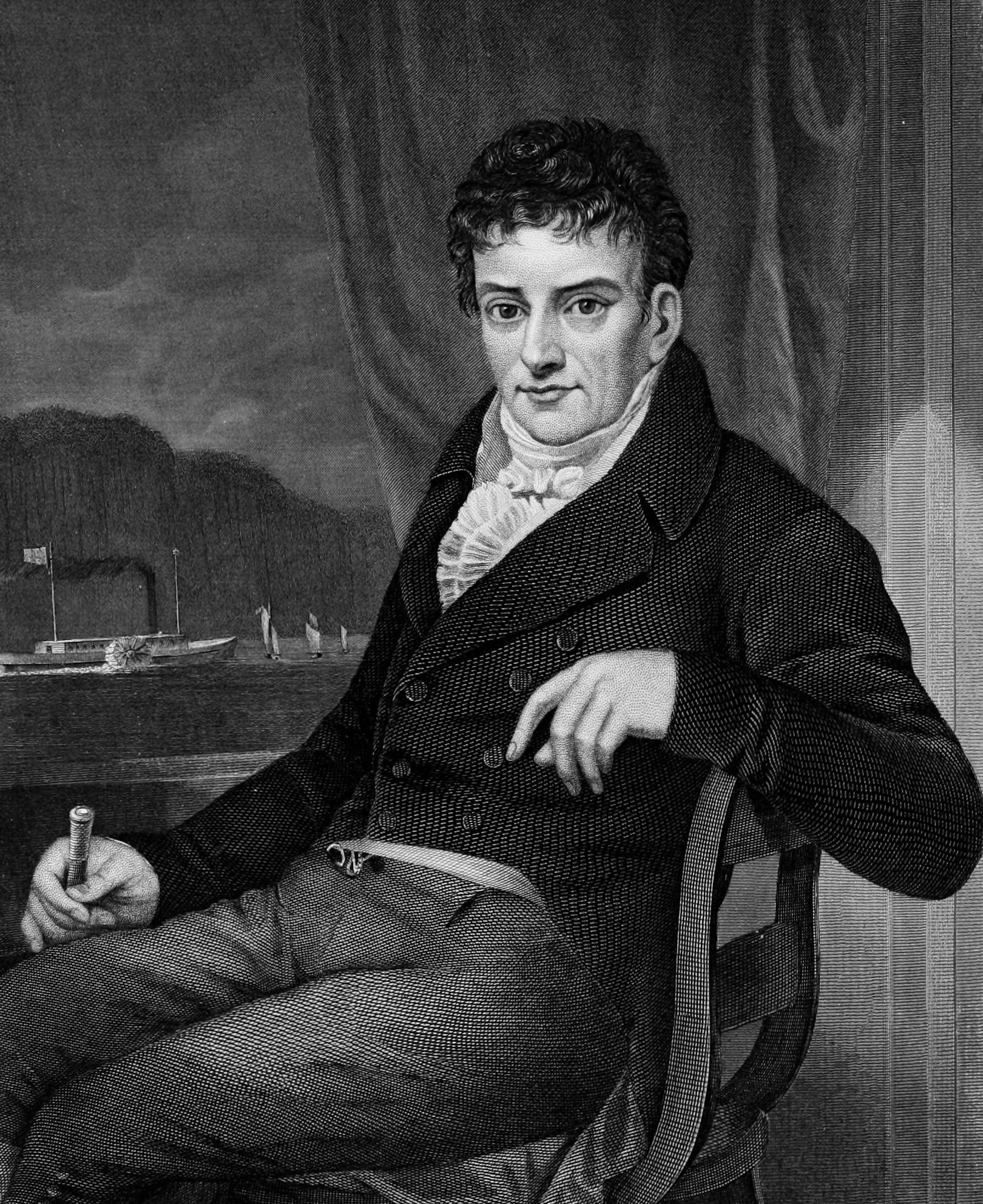
Robert Fulton

#### Fulton en Inglaterra (1765-97)
El célebre mecánico norteamericano de ascendencia irlandesa Robert Fulton nacido en condado de Lancaster, Pensilvania en 1765, quien desde los 22 años de edad estuvo en Inglaterra donde por su labor en Exeter, condado de Devon, adquirió la protección del Duque de Bridgewater y del Conde Charles Stanhope, 3rd Earl Stanhope, aficionado a la mecánica y en Londres se vinculó con su compatriota, mecánico también, Jacobo Remsey. En 1793 ya expone sobre el empleo de máquinas de vapor en la navegación. En 1794 el gobierno británico le concede un privilegio para un plano inclinado doble, destinado a reemplazar las esclusas en los canales; en ese mismo año presenta un molino para aserrar y pulimentar el mármol, ante la Sociedad de Industria y Comercio, una máquina para hilar el cáñamo y el lino, otra para hacer cuerdas y otra para excavar.

#### Fulton en Francia (1797-1802)
En 1796 pasa a Francia, invitado por el ministro de Estados Unidos en París para aprobar sus desarrollos sobre canales. Ese mismo año Fulton realiza pruebas de una detonación debajo del agua en el río Sena, cuya bomba es denominada Torpedo. Diseña también un barco sumergible o submarino al que denominó Nautilus, desarrollo que ofreció en dos ocasiones al Directorio (gobierno de Francia) y una vez a la República, pero sus ofrecimientos no fueron aceptados. El primer cónsul Bonaparte formó una comisión para evaluar el proyecto. La comisión la integraron Constantin François de Chassebœuf, comte de Volney, La Place y Gaspard Monge.
En el verano de 1800, a los 34 años, Fulton realiza en el Sena una demostración del Nautilus cerca de Ruan.
Fulton informa a la comisión sobre dos excursiones que realizó con su invento en El Havre. En una de ellas permaneció tres horas debajo del agua sin renovar el aire, y en la segunda, acompañado de cinco hombres, seis horas, al cabo de las cuales salió a la superficie habiendo recorrido cinco leguas.
El informe de la comisión es favorable y Fulton es trasladado a Brest, donde realiza una prueba de un torpedo lanzado desde el submarino contra un viejo navío, bajo la supervisión del almirante Villaret. La prueba fue exitosa y el navío fue destruido. Varios meses después hubo una ocasión favorable para repetir la prueba contra uno de los navíos ingleses que cruzaban, pero ninguno se aproximó lo necesario a tierra y Napoleón, cansado de la lentitud del proyecto y considerando imposible la realización del invento, retiró el apoyo al proyecto.

#### Gran Bretaña evalúa el proyecto del submarino (1802)

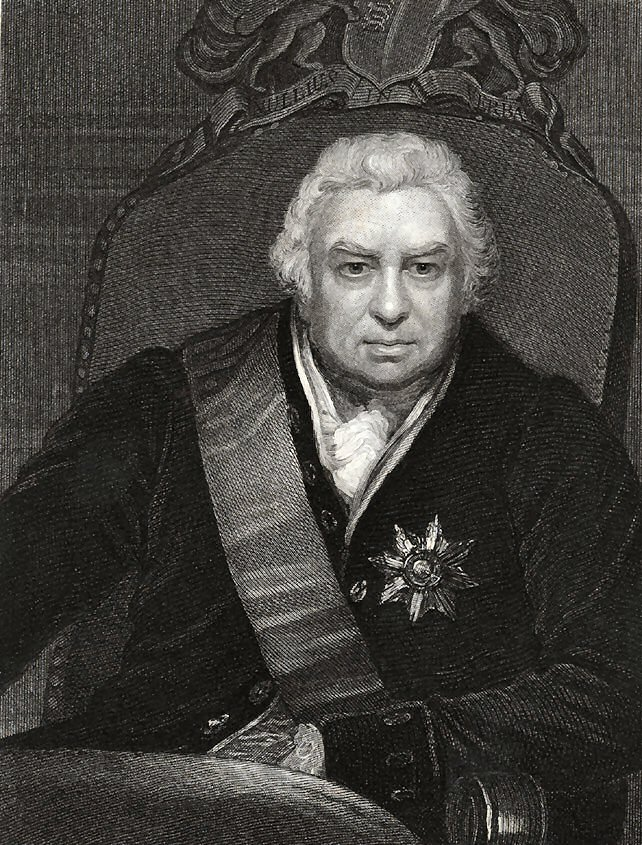
Joseph Banks

En junio de 1802 un ministro británico solicita una comisión para evaluar el proyecto de submarino de Robert Fulton. La comisión estuvo integrada por Joseph Banks, presidente de la Royal Society, Canvesdih, Home Riggs Popham como agente de la Marina Real, el Mayor William Congreve, inventor de los cohetes militares, y Mr. John Rennie, ingeniero civil. Tras varias semanas de trabajo la comisión determina que el proyecto era impracticable.
Se sabe que Fulton intercambió correspondencia con Popham, Hammond y otros.
Los trabajos de Fulton con motores navales a vapor y aspas darían sus frutos en 1803, y sus trabajos con bombas submarinas (torpedos) atraerían en 1804 la atención del primer ministro británico William Pitt, siendo Popham el principal asesor del magistrado.

### En la India

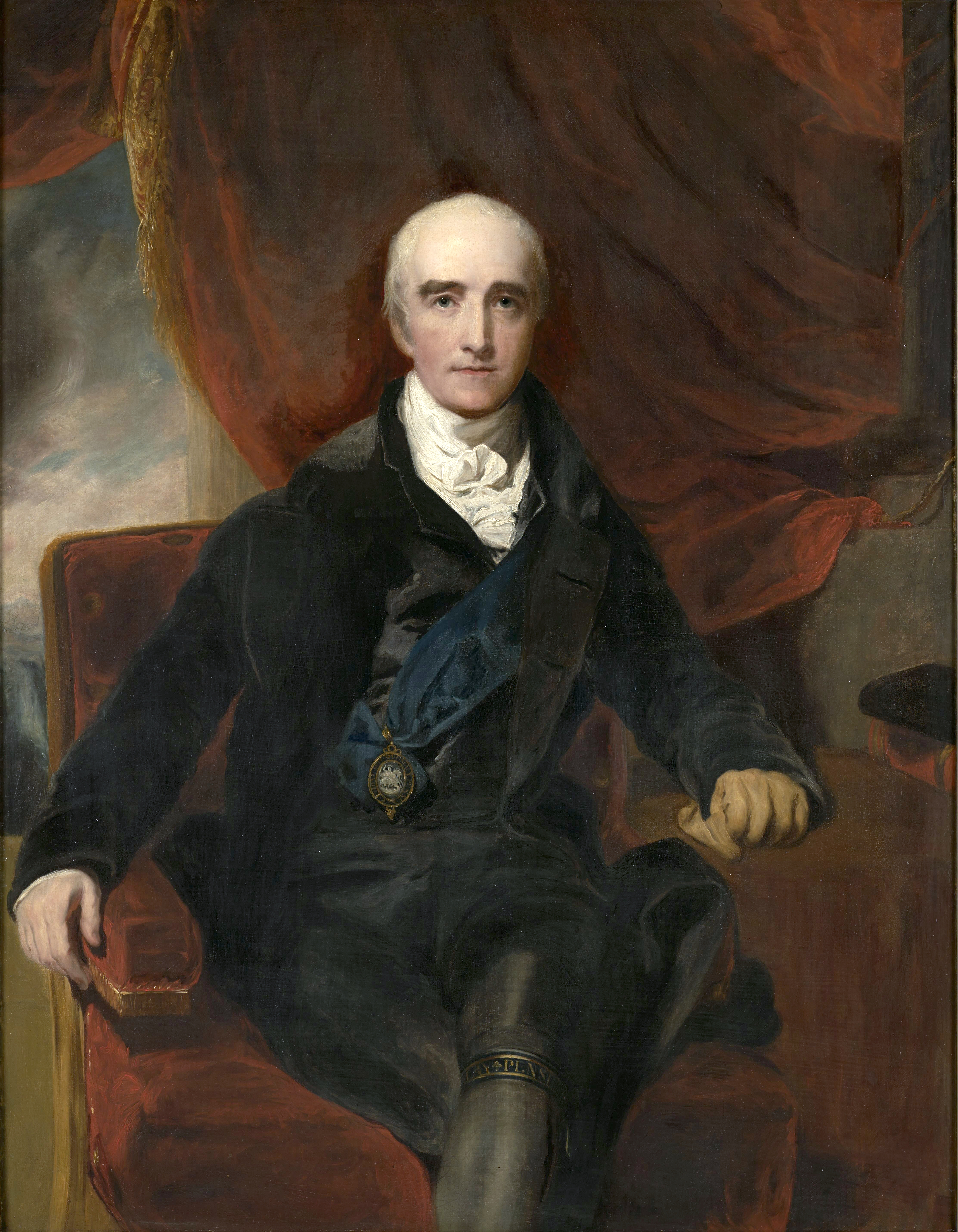
Richard Wellesley

En la India Popham ejerció de edecán para el Virrey, Márquez de Wellesley. Su familia prestaba servicios militares (de ejército) en esta región, en la cual se destacaban también como comerciantes (Ver Primera Visita a la India).

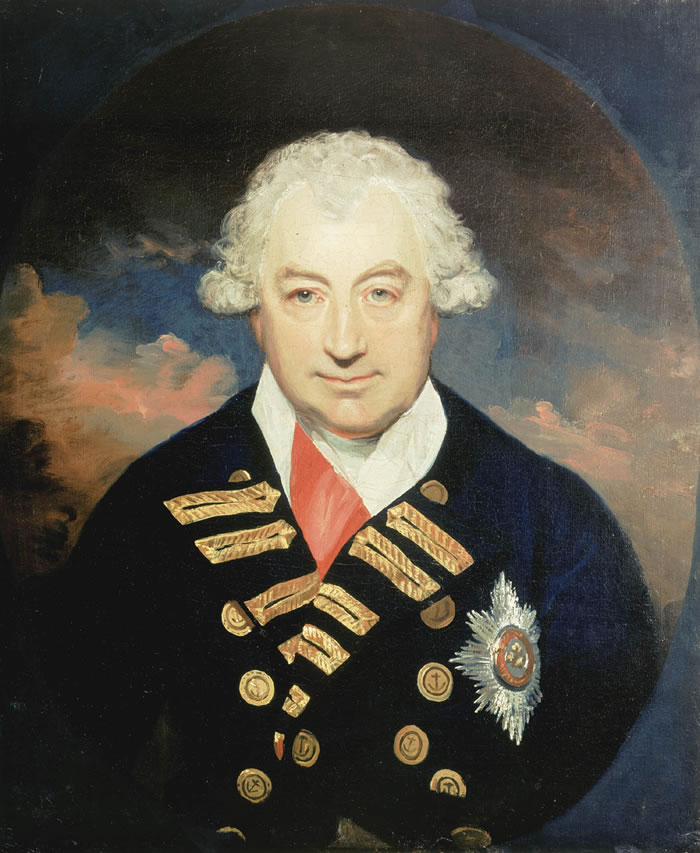
The Earl of St. Vincent

### Sistemas de comunicación telegráfica
Las necesidades a fines del siglo XVIII de realizar envíos de mensajes a gran velocidad (hasta el momento se empleaba el mensajero a caballo) generó el origen de los telégrafos ópticos. Básicamente eran construcciones distanciadas unas de otras que en su parte superior tenían aspas o carteles que se posicionaban generando las letras o palabras, las cuales eran vistas por la siguiente torre (con un catalejo) y retransmitidas.
En 1684 Robert Hooke propuso a la Royal Society un modelo de telegrafía óptica pero el mismo nunca fue puesto en funcionamiento.

#### Sistema de señales navales numéricas con banderas (1803)
|  |

En 1779 Lord Richard Howe creó un sistema codificado de señales entre barcos para la flota británica que empleaba banderas izadas para transmitir el mensaje de nave a nave. Lo denominó Telegraphic Signals of Marine Vocabulary ("Vocabulario telegráfico de señales marítimas").

#### Las mejoras de Popham al sistema de Lord Howe
En 1803 Popham realiza modificaciones y mejoras a dicho sistema, después de haber capturado un navío francés con su libro de códigos. En septiembre de 1805 son enviados a la flota británica en Cádiz cincuenta ejemplares del nuevo libro de códigos.
En 1813 el diccionario de Popham se amplió a 6.000 frases y 30.000 palabras.
En 1820 Home Popham incorpora al sistema una bandera por cada letra del abecedario romano.

## Comodoro (1803-¿?)

### Comandancia de laHMS Antelope(1804)
Al asumir como jefe del Almirantazgo el Vizconde Melville, vinculado a Popham y al ministro Pitt, Popham es asignado a la comandancia de la HMS Antelope, navío de 50 cañones.

#### Ataque a la fortaleza Rouge (1804)
En la tarde del 8 de diciembre de 1804, Popham organiza el ataque a la fortaleza Rouge, a las afueras de Bolougne. La fortaleza estaba construida en madera, por lo cual se emplearon barcos explosivos, que fueron comandados por el teniente Stewart, del HMS Monarch (Monarca).

### Publicación de laDescripción de la Isla Príncipe de Gales(1805)
En 1805 se publica en Londres Description of the Prince of Wales's Island ("Descripción de la Isla Príncipe de Gales"). La isla, actualmente llamada Penang y ubicada en Malasia, pertenecía al Sultanato de Kedah, y en 1786 es donada a la British East India Company por el sultán, a cambio de protección contra los siameses y birmanos que amenazaban a Kedah. El 11 de agosto de ese año el capitán Francis Light la rebautiza con el nombre del heredero al trono.
El trabajo de Popham de reconocimiento en la isla figuró en los catálogos de publicaciones de la British East India Company.

### Enjuiciamiento por las reparaciones de la Romney (1805)
En el período donde se reformó la política de los astilleros, los gastos realizados, no menores a £80.000, en Calcuta, India, para reparaciones a la nave a su mando Romney y La Sensible, fragata de 50 cañones de carga y transporte de tropas capturada a los franceses el 26 y 27 de junio de 1798, llevaron a elevar quejas en su contra el 5 de febrero de 1805, realizadas por Mr. Kinnaird en la Cámara de los Comunes. El almirante Lord Saint Vincent, First Lord del Almirantazgo, lo envía a juicio, siendo absuelto por pedido de la Cámara de los Comunes. Detrás de las acusaciones se encontraban intereses políticos, puesto que Saint Vincent respondía al partido opositor del primer ministro William Pitt, de quien Popham era hombre de confianza.

### Conquista del Cabo de Buena Esperanza (1806)
Mientras aguardaba la autorización para llevar a cabo una campaña contra el Río de la Plata, Popham recibió información acerca de la debilidad de las fuerzas de defensa de la Colonia del Cabo de Buena Esperanza, bajo bandera de la República Bátava, aliada de Napoleón.
Puesto al tanto, Pitt organizó una expedición de conquista de 7000 hombres al mando de David Baird, encomendando a Popham el mando de una escuadra.
En enero de 1806 las fuerzas británicas vencieron a las neerlandesas y consiguieron la segunda y definitiva Conquista del Cabo de Buena Esperanza. Durante los siguientes meses se produjeron numerosas capturas de barcos mercantes y buques de guerra enemigos que desconocían la situación. La principal de esas capturas fue la de la fragata francesa La Voluntarie, armada con 46 cañones, rendida el 4 de marzo de 1806 con 360 hombres y 217 prisioneros británicos a bordo, que permitió obtener información acerca de las flotas francesas que habían eludido el bloqueo británico y abandonado el puerto de Brest rumbo a las Antillas.

### Expedición al Virreinato del Río de la Plata(1803-06)
A pesar de ser técnicamente neutral, España asistía económicamente a Napoleón Bonaparte con dinero procedente de América, el cual empleaba en parte para armar una flota en Ferrol, con el objetivo evidente de atacar a Inglaterra, cuando Bonaparte se lo solicitase.

#### Francisco Miranda en Inglaterra (1801)

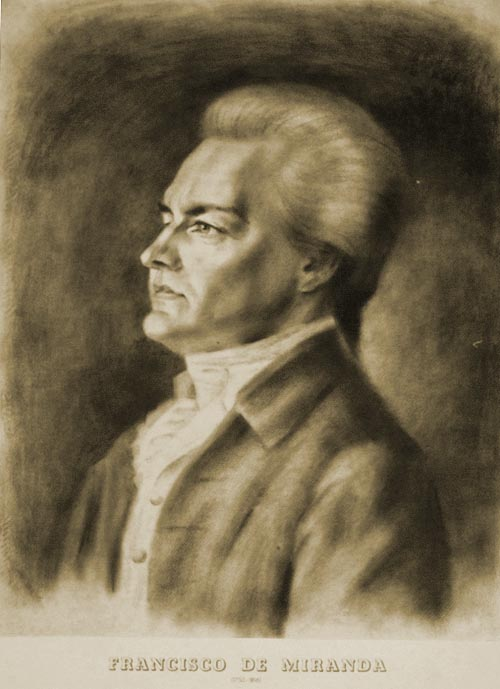
Francisco de Miranda

Francisco de Miranda se encontraba en Europa tratando de obtener apoyo de alguna de las potencias europeas para lograr la emancipación de su Venezuela natal y del resto de las colonias españolas.
El 23 de abril de 1801, Charles William Flint, de la Oficina de Extranjeros de Gran Bretaña, solicita al subsecretario Hammond si se le puede permitir el ingreso a Londres a Francisco Miranda, quien estaba en Francia. Turnbull persuade al Primer ministro Henry Addington para que lo autorice.
Francisco Miranda y Nicholas Vansittart, secretario adjunto del primer ministro, mantuvieron reuniones para tratar los planes del revolucionario venezolano.

#### Encuentro entre Popham y Miranda (1803)

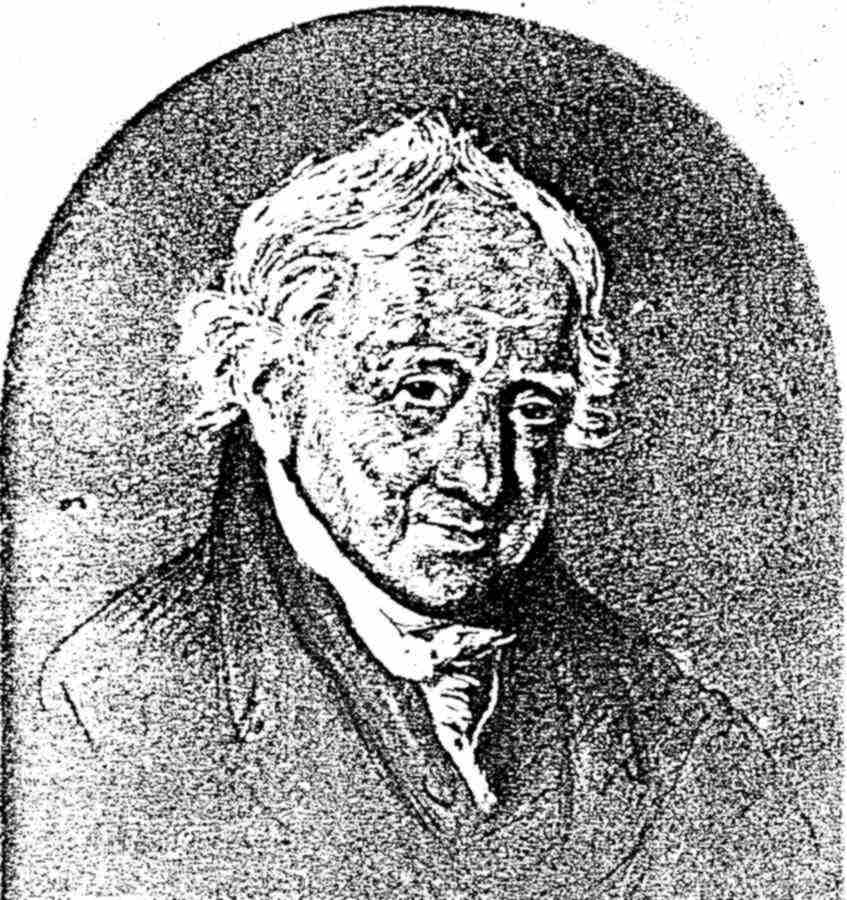
Nicholas Vansittart, 1st Baron Bexley

En 1803 Nicholas Vansittart presenta a Francisco Miranda a Home Riggs Popham, quien le informa al venezolano su interés en su planes y que se presentaría como candidato a miembro del parlamento para así de ese modo apoyar sus ideales.
El 1 de agosto de 1803, Miranda recibe una carta de Popham en la que le declara su interés de colaborar con el venezolano en sus campañas de emancipación de Sudamérica. Tenían un amigo en común, Alexander Davison, contratista del gobierno.

#### Miembro Parlamentario (1803)
En 1803 es elegido como miembro del Parlamento. Su vida parlamentaria se extendió durante 8 años representando tres comunidades distintas. Durante este período no estuvo exento de su actividad en la Armada.

| Predecesor: John Delgano con Jervoise Clarke Jervoise | Miembro del Parlamento por Yarmouth con Jervoise Clarke Jervoise 1804 - 1806 | Sucesor: Sir David Scott con Jervoise Clarke Jervoise |

| Predecesor: desconocido con desconocido | Miembro del Parlamento por Shaftesbury con Edward Loveden Loveden 1806 - 1807 | Sucesor: desconocido con desconocido |

| Predecesor: Richard Wilson con Robert Stopford | Miembro del Parlamento por Ipswich con Robert Alexander Crickett 1807 – 1812 | Sucesor: John Round con Robert Alexander Crickett |

#### Memorándum de Popham y Francisco Miranda (1804)
El 12 de octubre de 1804, el primer ministro William Pitt invitó a Popham a una cena en la quinta de Melville, jefe del Almirantazgo. Entre los temas tratados se encontraban las colonias de América del Sur pertenecientes a España; a pesar de un ultimátum del gobierno británico, España construía una flota en Ferrol, lo que no podía significar otra cosa que la intención de aliarse en el futuro a Francia.
El ministro Pitt solicitó a Popham que le hiciera un memorándum al respecto de la cuestión.
Durante el día 13 Popham se reunió con Francisco de Miranda, con quien confeccionó el memorándum y lo presentó el día 14 al ministro Pitt. El mismo estaba solo firmado por Popham y entregado en la casa de Melville fechado ese mismo día.

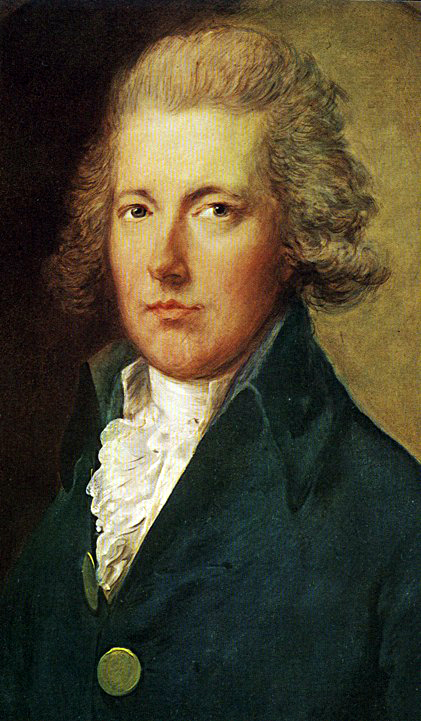
William Pitt, primer ministro del Reino Unido.

Este memorándum fue adquirido por el historiador argentino Carlos Roberts, y el mismo se conserva en el Archivo General de la Nación de dicho país.

La idea de conquistar Sudamérica está totalmente fuera de cuestión, pero la posibilidad de ganarse todos sus puntos prominentes, apartándolos de sus actuales conexiones europeas, de fijarse en una posición militar y disfrutar de todas sus ventajas comerciales, pueden reducirse a un simple cálculo, sino a una operación segura; los beneficios que una empresa de este tipo le darían a nuestro país son incalculables, las riquezas que aportarían, las nuevas fuentes que se abrirían para nuestras manufacturas y navegación tanto desde Europa y Tierra Firme como de Asia por el Pacífico son igualmente incalculables, y la popularidad y estabilidad que le daría a un gobierno que la emprendiera puede estimarse de la precedente proposición, con la satisfacción adicional de saber que los informes de los resultados de su primera operación deberían recibirse a los tres meses de su partida a Inglaterra.

El memorándum cita los proyectos anteriores por parte de Inglaterra, y habla de Miranda dando sus antecedentes para ser empleado como un agente que logre el interés de las colonias en emanciparse obteniendo apoyo de Gran Bretaña, la cual obtendría beneficios comerciales de las nuevas naciones.
El 16 de octubre el ministro Pitt invita a un almuerzo a Melville, Popham y Miranda.
Durante el debate del proyecto, Miranda sugería que el Río de la Plata debía ser protegido por algún tiempo, quizás hasta que se consolidaran las nuevas naciones, con una guarnición en Montevideo, el principal puerto, y otra en Maldonado, en el ingreso al río. Está claro que, a diferencia de otras colonias, el Virreinato del Río de la Plata era clave en la economía de la Corona Española, ya que de Potosí se trasladaba el oro y la plata a Buenos Aires, que por tener poca profundidad como puerto permitía que las mercancías fueran trasladadas a Montevideo en embarcaciones menores, donde finalmente eran embarcadas a España, ya que un barco cargado de esa forma no cruzaría el estrecho de Magallanes sin correr el riesgo de hundirse. Esta protección británica permitiría reforzar a la joven nación en un enfrentamiento con España si intentara recuperar el territorio. Adicionalmente, Portugal tenía intenciones en controlar esa margen del río en cuestión, lo que no era desconocido por Inglaterra, que ya había coparticipado en una acción militar anterior con Portugal en busca de ese objetivo.
El memorándum establecía que 20.000.000 de libras era la exportación anual y que de ellas dos terceras partes eran para Francia. Esta colaboración encubierta por parte de España que estaba declarada neutral en la guerra entre Francia e Inglaterra, fue descubierta por el espionaje inglés en 1804 en la península, como cláusulas secretas del Tratado de San Ildefonso firmado en 1800 entre ambas naciones, lo cual ocasionó la batalla del cabo de Santa María el 5 de octubre de 1804.
El memorándum analizaba también los posibles movimientos futuros de Napoleón Bonaparte con intenciones de controlar o anexar las posiciones españolas en América.

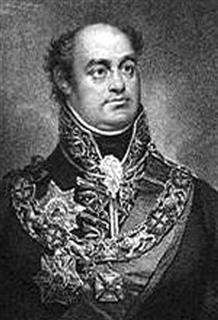
William Carr Beresford

#### Los preparativos en el cabo de Buena Esperanza
En 1805 Popham condujo la expedición del general David Baird que se apoderó de la colonia holandesa del cabo de Buena Esperanza. En ese entonces Pitt le había recomendado abandonar el proyecto de liberación de las colonias españolas en América. Pero enterado Popham durante la travesía de que España había quedado definitivamente ligada a su alianza con Bonaparte, decide enviar una carta al almirantazgo comunicando su intención de operar sobre las costas del Río de la Plata, de acuerdo a las conversaciones tenidas con Pitt y Miranda.
En marzo de 1806, con los sucesos de la Batalla de Ulm el 19 de octubre de 1805, la Batalla de Trafalgar el 21 de octubre de 1805 y la Batalla de Austerlitz el 2 de diciembre de 1805, el comodoro Popham consideró que no había motivos que justificaran la demora de la ejecución del plan de su memorándum del 14 de octubre de 1804 presentado al ministro Pitt, ignorando que este había fallecido el 23 de enero de 1806.
Sir David Baird le proporcionó a Popham únicamente un batallón del Regimiento n.º 71 Highlanders de origen escocés, por considerar escasas sus fuerzas de infantería ante un eventual encuentro con el almirante Willeaumez de la marina francesa.
Contando solamente el ejército con una compañía de línea y una de infantería de marina, decidió reforzarlo con marinos. Juntó 600 marinos de sus barcos y los vistió de rojo, color de la infantería de marina. El nuevo batallón fue puesto a cargo y entrenamiento del capitán King y el teniente Fernyhough.

#### La invasión a Buenos Aires
La invasión a Buenos Aires que, junto con el general William Carr Beresford, finalmente realizaron, fracasó al ser derrotados por los porteños comandados por el francés Santiago de Liniers. La capitulación se acordó el 12 de agosto de 1806.
Sin embargo los británicos no procederían a liberar a Buenos Aires, por el contrario la conquistarían y gobernarían. Popham más tarde culparía al comandante de la expedición, William Carr Beresford, por el cambio de objetivo. Pero a su vez Miranda lo acusaría de olvidar el propósito liberador del plan.
Tras la capitulación de Buenos Aires, Popham mantuvo el control del Río de la Plata a la espera de la expedición del almirante Stirling.
La nave corsaria la Mosca de Buenos Aires, al mando de Juan Bautista Azopardo, intentó hostigar a la flota británica.
El 28 de octubre de 1806 se bate sobre Montevideo, pero es rechazado y el 29 de octubre se apodera de Maldonado, fuente de reabastecimiento de agua.
A la llegada de Stirling, Popham regresa a Inglaterra, donde una corte marcial lo juzga por haber actuado sin autorización oficial. Durante el proceso, lord Melville confirma que el primer ministro Pitt nunca había autorizado la expedición, si bien siempre estuvo abierto al proyecto. Popham supo defenderse habilidosamente y solo se le dio una fuerte reprimenda por su conducta. Pero esto no impidió que fuera sumamente popular: Después del proceso, realizado en un buque de guerra anclado en Portsmouth, desembarcó en medio de una muchedumbre que lo aclamó y le demostró su simpatía. Es que la población lo consideró un héroe audaz, que realizó la acción con escasos medios, buscando el beneficio comercial de Gran Bretaña y que si no había triunfado fue por culpa de la falta de ayuda del gobierno. John Fortescue, historiador del ejército inglés, consideró que el punto débil de sus operaciones fueron las recompensas; y lamentó que los habitantes de Buenos Aires no lo colgaran como se lo merecía. En cambio, para H. S. Ferns, historiador británico contemporáneo: "Popham fue un representante de la época en que vivió y de la nación a la que pertenecía, por la variedad de su talento, la abundancia de sus energías y la amplitud de su imaginación y experiencia políticas". El mismo Manuel de Godoy refiere a Popham y la importancia de sus acciones y su juzgamiento en sus memorias de la siguiente forma:

[…] La conquista de Buenos-Aires se comenzaba á celebrar en Inglaterra con alborozo universal de los tres reinos, cuando llegó la triste nueva de su pérdida. El ministerio inglés, que poco antes recibía y aceptaba los parabienes generales y se había apresurado á enviar refuerzos á aquel punto para conservarlo, por una inconsecuencia muy frecuente en los que mandan, pretendió lavar sus manos acusando á Popham de haber acometido aquella empresa voluntariamente, sin tener orden para ella y posponiendo otros encargos diferentes que el almirantazgo le había hecho (1).[…]

(1)	Sir Home Popham fue con efecto puesto en juicio ante la cámara de guerra en 6 de marzo de 1807. Su defensa puso en claro los encargos que le había hecho Mr. Pitt en los términos que fueron referidos mas arriba, y la combinación que aprobó aquel ministro de las dos expediciones, en cuanto al tiempo y los medios de ellas, la una sobre Tierrafirme y la otra sobre las provincias de La Plata. Sus testigos fueron lord Melville, lord Barham, Mr. Sturges Bourne, secretario de la tesorería en tiempo de Mr. Pitt, Mr. Huskisson y diferentes otros sujetos que intervinieron en la invención de planes y medidas que se discurrieron y adoptaron para sublevar la América del Sud y arrancarla á su metrópoli. Aun sin estos testimonios habrían bastado para prueba diferentes manufacturas de estofas fabricadas en Londres, que fueron aprehendidas en Buenos Aires y en Coro, en cuyas pinturas, emblemas é inscripciones se encontraba una patente demostración de la identidad de miras y del perfecto acuerdo que reinaba en las expediciones de Popham y de Miranda. Citaré aquí solamente la composición de un gran pañuelo que fue enviado á nuestra corte para muestra.
Tenia estampados en los cuatro ángulos los retratos de sir Home Popham, del mayor general Beresford, de Washington, y de Miranda. En el centro se veía el de Cristóbal Colón rodeado de insignias navales y quitando de una columna las armas de Castilla. De su boca salía
este mote: Alba del día de la América meridional. En los cuarteles interiores se representaba la Inglaterra rompiendo las cadenas de la América, y á sus pies un león desfallecido; un puerto lleno de naos empavesadas de todas las naciones, la diosa de la libertad con todos sus atributos, y Astrea escribiendo una constitución americana. En las orlas se contenían las siguientes inscripciones: No es conquista, sino unión. Religión y sus santos ministros protegidos. Personas, conciencias y comercio libres.
Cuenta dada de su vida política por Don Manuel Godoy, Príncipe de la paz: Ó sean memorias críticas y apolgeticas para la historia del reinado del señor D. Carlos IV de Borbon., de Manuel de Godoy. Publicado por Impr. de I. Sancha, 1837. Páginas 319-321

### Expedición a Copenhague (16 de agosto al 5 de septiembre de 1807)

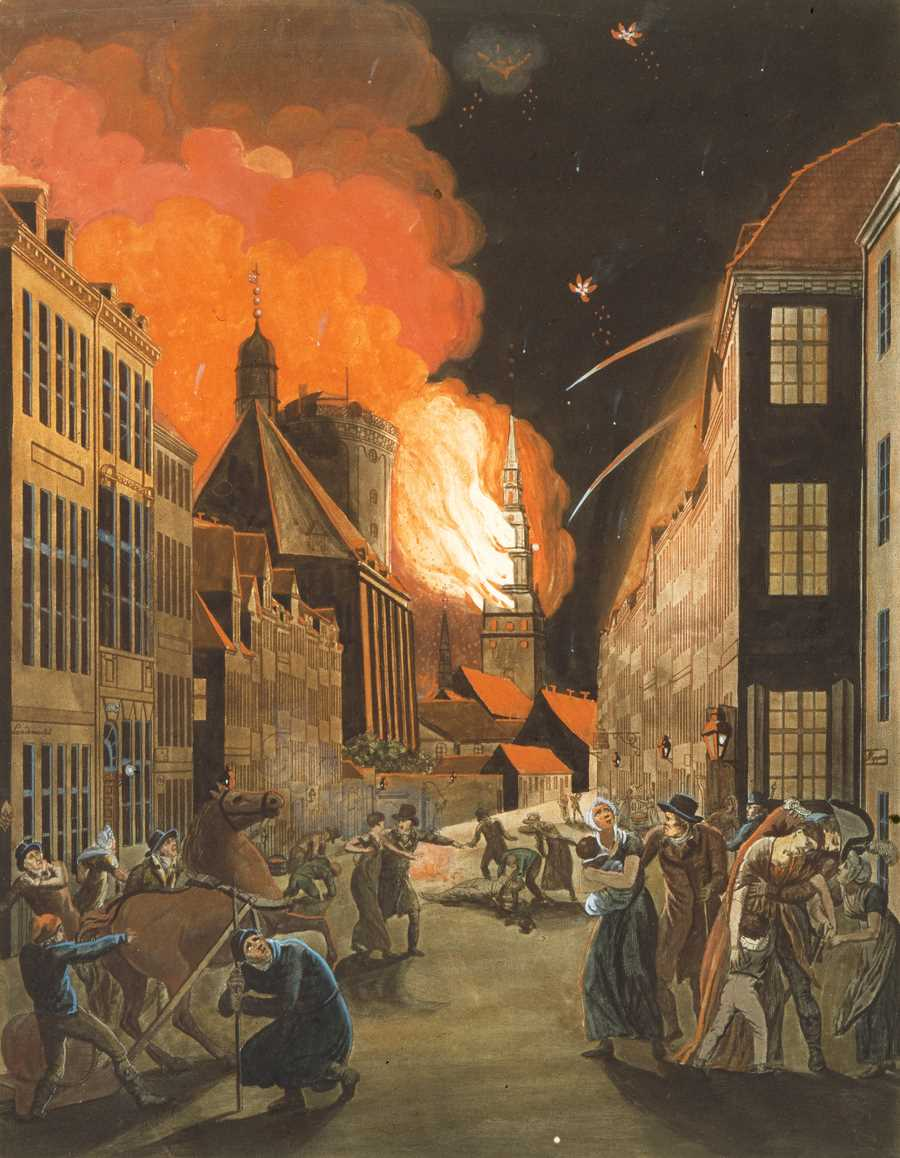
Copenhague incendiada por el bombardeo

El gobierno británico decide capturar la flota danesa para evitar que caiga en manos de Napoleón, y atacó Copenhague sin declaración de guerra previa.
Las tropas británicas del general Arthur Wellesley derrotaron a las débiles defensas danesas. El grueso de las fuerzas se encontraban en el sur del país para enfrentar a las francesas cerca de la localidad de Køge, al sur de Copenhague. En solo unos días, Copenhague se encontraba rodeada por completo.
El día 7 de septiembre, el general danés Peymann rindió la ciudad y la flota (18 navíos, una fragata, una barcaza, dos barcos, dos corbetas, 7 bergantines artillados, 2 bergantines, una goleta y veinticinco cañoneras).
La capitulación fue firmada por Dinamarca por el general Peymann y por Gran Bretaña por Arthur Wellesley, Home Riggs Popham y George Murray.

### Guerra de la Independencia Española (1808-14)

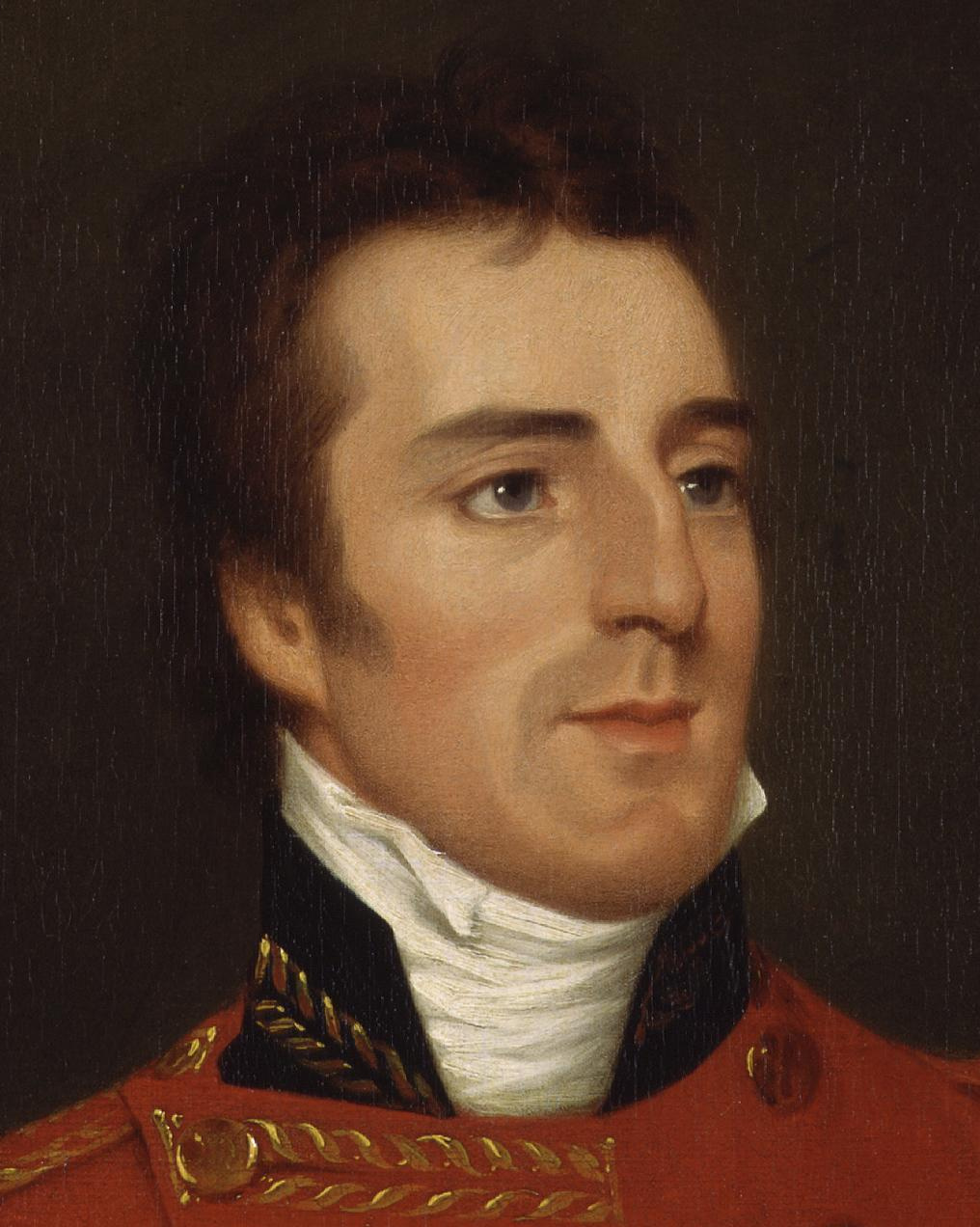
Field Marshall Arthur Wellesley, primer duque de Wellington

La Guerra de la Independencia Española fue un conflicto armado que convulsionó la península ibérica entre 1808 y 1814 y que opuso a España y los aliados Portugal y Reino Unido contra el Primer Imperio Francés, como consecuencia de la política expansionista de Napoleón I, enmarcada en el contexto europeo más general de las Guerras Napoleónicas y la crisis de la monarquía española de Carlos IV.
El conflicto estalló tras las maniobras de ocupación furtiva de importantes ciudades españolas por las tropas de Napoleón, siguiendo un plan de apoyo a la invasión conjunta de Portugal, acordada en el tratado de Fontainebleau y de secreto derrocamiento del rey, que provocaron en todo el país un levantamiento espontáneo y popular conocido como el Dos de mayo de 1808. La consecutiva guerra se caracterizó por el fenómeno general de las acciones conjuntas de guerrilleros y ejércitos regulares aliados dirigidos por Wellington, que provocaron el desgaste de las fuerzas bonapartistas y su progresivo repliegue hasta las fronteras pirenaicas. La posterior invasión del territorio francés provocó la abdicación de Napoleón y la derrota definitiva en la batalla de Toulouse el 10 de abril de 1814.
Dada la inferioridad de tropas de Wellington, este diseñó su estrategia en base al apoyo naval para poder contar con refuerzos y abastecimiento. Para esta operación combinada se asignó al comodoro Home Riggs Popham, quien había demostrado su capacidad en misiones similares.
Wellington y Popham ya habían participados juntos en 1807 en la Segunda Batalla de Copenhague, obteniendo una gran victoria. Entre los generales de Wellington se encontraba William Carr Beresford, quien había logrado escapar de su cautiverio en el Virreinato del Río de la Plata, sitio del cual había tomado su capital, Buenos Aires, en la expedición de 1806 con Popham.

## Contralmirante (1814-20)
En 1814 Sir Popham es reconocido con el rango de contraalmirante en las Indias Occidentales.
| Carrera militar en la Marina de Sir Home Riggs Popham |

## Sus últimos años

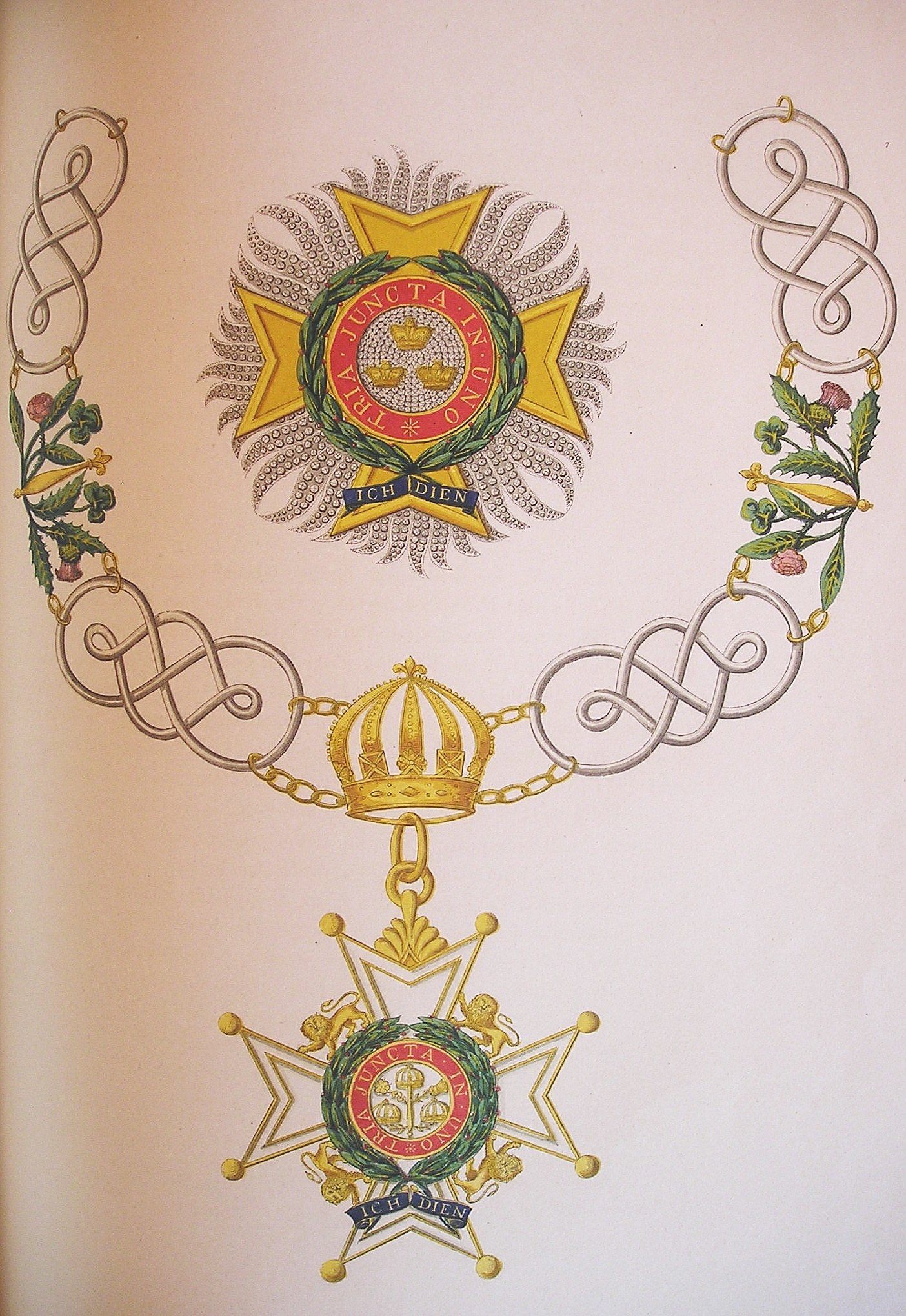
La insignia de un Caballero de la Gran Cruz de la división militar de la orden.

Popham recibió el 2 de enero de 1815 el título de caballero comendador de la Orden del Baño (KCB), la cual le fue entregada el 12 de abril del mismo año.
Fue además jefe de las fuerzas navales del norte de España en la Guerra de la Península y terminó su carrera siendo comandante en jefe de las Antillas desde 1817 hasta su muerte en 1820.

## Su descendencia
El Anual Register de 1841 menciona el casamiento de Strachan J. Popham, segundo hijo de Home Popham.

[Marriages 1841 January 28] At Florence Strachan J. Popham esq, second son of the late Read Adm. Sir Home Popham, to Jane daughter of Col. A. Campbell, of Ardehatton, Argyleshire.

En el mismo ejemplar se menciona el casamiento en octubre del capitán Brunswick Popham, quien también sirvió en la marina a partir de 1817.

[Marriages 1841 October 26] At Florence Brunswick Popham, R.N., son of the late Read Adm. Sir Home Popham, to Susan eldest daughter of Patrick Murray, esq., Arthustone, Perthshire.

En el Anual Register de 1822 se menciona el fallecimiento en Jamaica, en donde Popham fue gobernador, de una hija el 28 de marzo de 1820, seis meses antes que su padre, sin detallarse el nombre de la misma.

(Death) At Jamaica, Miss Popham daughter of Sir Home and lady Popham.

En la misma publicación se señala el 30 de julio de 1820, dos meses antes que su padre, como la fecha de fallecimiento de otra de sus hijas por fiebre en la misma isla.

(Death) At Jamaica, of a fever, Miss Popham, daughter of sir Home Popham.

El obituario de Thomas Pakenham cita a Caroline Emily como hija de Home Popham, casada en 1817 con su hijo el capitán de la Marina Real John Pakenham.

[..]4. Captain John Pakenham, R.N. who married in 1817, Caroline Emily, daughter of Rear-Admiral Sir Home Riggs Popham, K.C.B. and has several children;[..]

La hija más joven de Home Popham se llamaba Harriet Alexandrina Bassett, quien se casó con Donal Glas, de Glean-na-Croim.
El almirante William Popham (1791-1864) era el hijo mencionado por Carlos Roberts (sin citar el nombre) en su obra Las Invasiones Inglesas, el cual acompañase al Comodoro en la expedición al Río de la Plata en 1806 y la anterior toma de Ciudad del Cabo en 1805 y en la Segunda Batalla de Copenhague de 1807.
El The Literary Panorama se menciona el nacimiento de un hijo varón de Lady Popham entre el 20 de agosto y el 20 de septiembre de 1808 en Sunning Hill, Inglaterra. Es muy probable que se trate de la esposa de Popham, ya que tuvo residencia en dicha región.

## Publicaciones de Popham
Su capacidad como cartógrafo fue de utilidad para la marina de guerra y la marina mercante. En base a sus misiones para la Marina Real Británica y de sus viajes para la British East India Company, realizó informes y mapas que fueron publicados, engrosando la bibliografía de viajes de la época, lo que era de una gran utilidad en un mundo que tenía mucho por explorarse aún.
- Description of Prince of Wales Island in the Straits of Malacca with Its Advantages as a Marine Establishment. Londres. Autor: Sir H. R. Popham (1799)[69]
- Penang - Description of Prince of Wales Island in the Straits of Malacca; with its Real and Probable Advantages and Sources to Recommed it as a Marine Establishment. Londres. Autor: Sir H. R. Popham. Editor: J. Stockdale (1805).
- Chronological arrangement of the accounts and papers printed by order of the House of Commons in February, March and April, 1805, respecting the repairs of the Romney and others of His Majesty's ships belonging to the squadron lately under the command of Sir Home Popham. Autor: Sir Home Riggs Popham. Editor: J. Hayes (1805).
- Concise statement of facts: relative to the treatment experienced by Sir H.P. since his return from the Red Sea: to which is added the correspondence...to the Marquis Wellisley from Sir H.P. during his command in the Red Sea, and his subsequent embassy to the states of Arabia. Autor: Home Riggs Popham. Editor: J. Stockdale (1805).
- Rules and regulations to be observed in H. M. ships (1806)[70]
- Minutes of a Court Martial, Holden on Board His Majesty's Ship Gladiator: In Portsmouth Harbour, on Friday, the 6th Day of March, 1807, and Continued, by Adjournment, Till Wednesday, March 11, Following, for the Trial of Capt. Sir Home Popham, Including a Complete Copy of His Defence. Autor: Sir Home Riggs Popham. Editor: Printed for Mottley, Portsmouth y publicado por Longman, Hurst, Rees, and Orme. (1807)
- Copies of the Reports of a Select Committee of the House of Commons, on the Subject of Sir Home Popham's Conduct, During His Command of the Romney in the Red Sea. Autor: Sir Home Riggs Popham, Select Committee on Popham's (Sir Home) Conduct, Admiralty, Great Britain.(1806)
- Telegraphic signals; or marine vocabulary, by Sir H. Popham. Autor: Sir Home Riggs Popham. (1809)

## Sir Popham en la pintura
| Obra | Año                    | Autor                                                                          | Técnica           | Dimensiones (mm) (ancho x alto) | Procedencia               | Imagen |
| --- | ---------------------- | ------------------------------------------------------------------------------ | ----------------- | ------------------------------- | ------------------------- | ------ |
| Sir Home Popham | 1783                   | Anónimo                                                                        | Óleo sobre lienzo | 1892 x 1207                     | National Portrait Gallery |        |
| Sir Home Popham, K.M. & F.R.S                                                                                          | 1807                   | Brown, Mather [artista] y Cardon, Anthony [grabador y publicador]              | Grabado, gotelé   | 364 x 453                       | ¿?                        |        |
| Sir Home Popham, K.M. & F.R.S                                                                                          | 1807                   | Brown, Mather [artista] y Cardon, Anthony [grabador y publicador]              | Grabado, gotelé   | 361 x 453                       | Caldwell Collection       |        |
| Sir Home Popham, K.M. & F.R.S Inscripción al reverso: of Cape of Good Hope y Commander in Chief on the Jamaica Station | 1807                   | Brown, Mather [artista] Cardon, Anthony [grabador y publicador]                | Grabado, gotelé   | 364 x 454                       | ¿?                        |        |
| Sir Home Riggs Popham, K.M. & F.R.S. Commander of His Majesty's Squadron at the Capture of Buenos Ayres, &c            | 1 de noviembre de 1806 | Brown, Mather [artista], Cardan, Antoine [grabador] y Gold, Joyce [publicador] | Grabador, gotelé  | 143 x 230                       | ¿?                        |        |
| Capt Sir H R Popham K.M. F.R.S.                                                                                        | 31 de marzo de 1807    | Hastings [artista], Hopwood, James [grabador] y Symonds, H. D. [grabado]       | Grabado, gotelé   | 113 x 176                       | ¿?                        |        |

## El comodoro Popham en la literatura y en el teatro
Los hechos sucedidos en la Expedición al Río de la Plata han hecho que la figura del Comodoro Popham ingresara a las novelas históricas tanto de ficción como verídicas de autores de habla inglesa y de habla hispana.
Su figura no quedó exenta de una obra de teatro ambientada en la revolución de Haití.

### Novelas de ficción
En las ficciones Popham ha sido citado en las reflexiones de capitanes ingleses, y hasta ha tenido diálogos en una novela romántica.
Hornblower contra el “Natividad” (1937)
De la mano de uno de sus principales personajes, Horatio Hornblower, el biógrafo, historiador y escritor Cecil Scott Forester hace saber lo riesgoso que puede ser tomar una colonia española en América y cómo puede manchar un fracaso una carrera militar.

[[..]]El sueño del gobierno británico era fomentar una rebelión en el seno de las colonias españolas de América, y este sueño se convertía en una pesadilla para aquellos oficiales ingleses destinados a hacerlo realidad. Los almirantes Popham y Stirling y los generales Beresford y Whitelocke habían perdido en los últimos tres años honor y reputación en sus repetidos esfuerzos por fomentar la rebelión en el Río de la Plata.

Esta novela llegó adaptada al cine en 1951.
Misión en Jonia – Aubrey y Maturin (1980)
El autor Patrick O'Brian hace referencia al Comodoro Popham en el octavo libro de su saga de Jack Aubrey y Stephen Maturin, cuando uno de los marinos confecciona un poema (o poesía) sobre el intento del comodoro de tomar Montevideo con los refuerzos enviados desde Ciudad del Cabo, durante las invasiones inglesas.

Pero al llegar al fondeadero,

nos contaron una triste historia,

que otra vez Buenos Aires había sido capturado

y nuestro pequeño ejercito aplastado.
Pero enviaron refuerzos desde el cabo

y el comodoro se propuso hacer una proeza,

conquistar Montevideo quiso,

pero no pudo alcanzar su objetivo.

Si encuentro tu nombre en el fuego (2007)
La escritora e historiadora argentina Gabriela Margall narra una novela romántica situada en la expedición de Popham al Río de la Plata. William Burton, el protagonista de la novela, es un espía británico perteneciente al Regimiento 71 de Escocia, el cual se enamora de una joven de Buenos Aires. La autora da vida a personajes reales de la época como Popham a quien inclusive concede diálogos, dando así su visión del perfil y carácter de este personaje histórico.

### Teatro
La cortina de abalorios
La obra de Ricardo Monti fue estrenada en 1981 en el Teatro del Picadero, en Buenos Aires. La obra es una sátira sobre el empréstito adquirido por los gobiernos argentinos con el imperio británico durante el siglo XIX. La obra tiene cuatro personajes, de los cuales uno se llama Home Popham y recrea al marino inglés a modo de alegoría de la sociedad comercial británica y sus intenciones en los confines de Sudamérica. Popham es representado por el actor Miguel Guerberof.[cita requerida] La obra se representó también el 3 y 10 de marzo de 2007 en el Cultural LYF en Martínez,[cita requerida] provincia de Buenos Aires, y el 14 de julio de 2007 en el Teatro La Ranchería, otra vez en Buenos Aires, siendo Popham interpretado en esa ocasión por el actor Manuel J. Barreiro.[cita requerida]
The Love of Freedom Part III: Christophe (The Spirit) Passion and Glory
La obra, presentada en octubre de 2004 por la Robey Theatre Company, se desarrolla durante los tiempos de la revolución de Haití (1806-1820), centrándose en la persona de Henri Christophe.
La participación inglesa en los conflictos de la región no pasa desadvertida, como refleja en la obra la presencia de la figura de Popham como diplomático mediador entre mulatos y negros, interpretado por Graig Calman.